# Африканістика

Африка — об'єкт вивчення і дослідження африканістики

Африканістика, африканські студії — комплекс наукових дисциплін, які вивчають економіку, соціальні і політичні проблеми, економічну географію, історію (доколоніальний, колоніальний, постколоніальний періоди), право, етнографію і демографію, мови, релігії (іслам, християнство, традиційні релігії тощо), літературу і мистецтво народів Африки. Африканістика зародилась і певний час розвивалась як один з напрямків сходознавства. У тісній взаємодії з африканістикою розвиваються й старі дисципліни, що стали окремими підрозділами нової дисципліни — єгиптологія, ефіопістика, а також арабістика, в коло якої входить вивчення народів північної та північно-східної частини континенту. Під африканістикою у вужчому значенні розуміють вивчення лише Субсахарської Африки (країн, що лежать південніше від Сахари, без Єгипту і країн Магрибу. Спеціалістів з африканських досліджень називають «африканістами». Африканістика активно розвивається у США і Великій Британії, Франції, Росії, Німеччині, Польщі, Португалії, Італії, з початку XXI століття — у Китаї.

## Історія

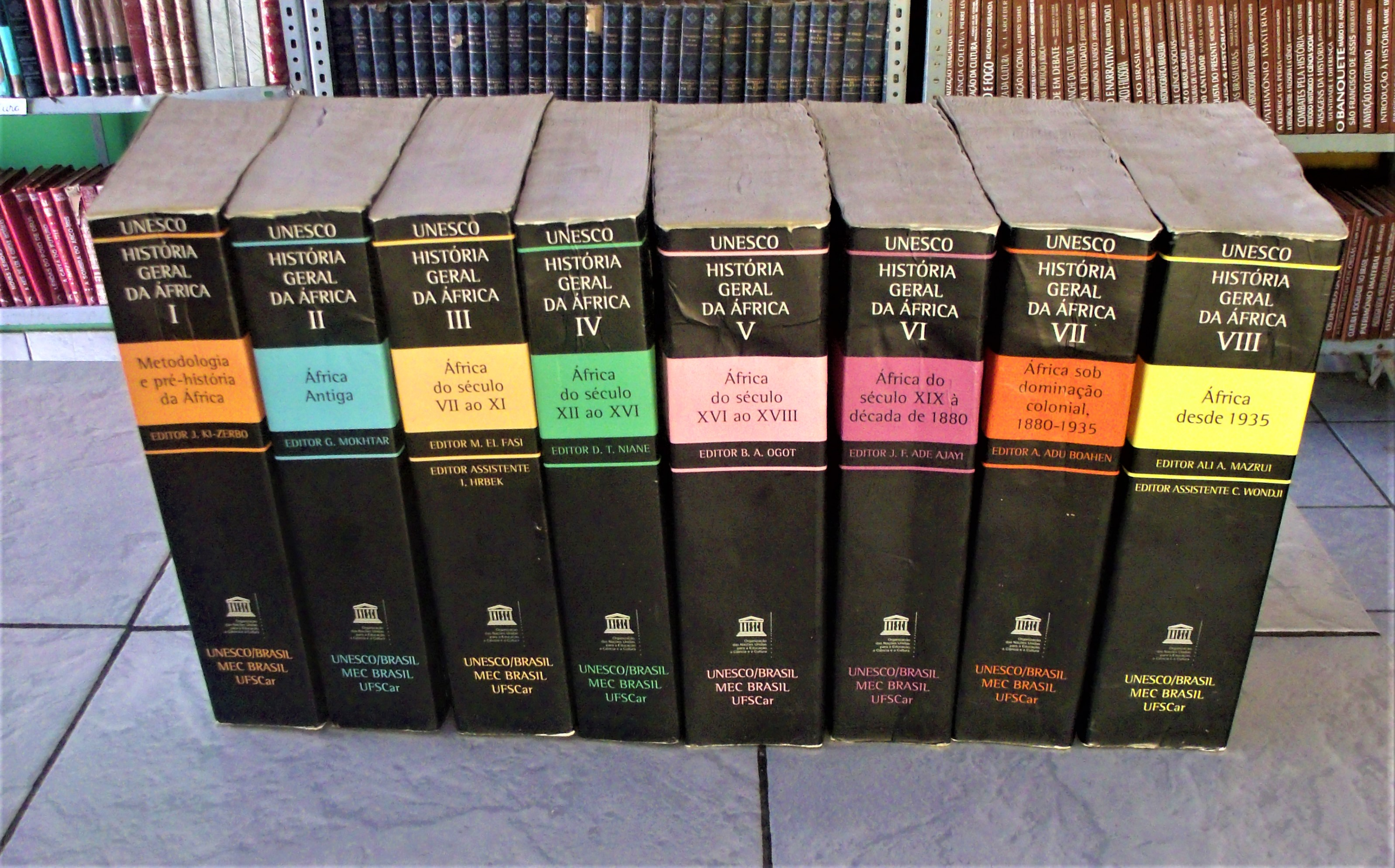
«Загальна історія Африки» від ЮНЕСКО

Писемні джерела засвідчують інтерес до Африки ще з античних часів. Докладні відомості про її північні та східні береги знаходяться в працях давньоєгипетських, давньогрецьких, перських, індійських, давньоримських істориків і географів. Середньовічні візантійські та арабські мандрівники й місіонери (Аль-Масуді, Мухаммад аль-Ідрісі, Ібн Хальдун, Ібн Баттута) значно збагатили знання про цей материк. Лев Африканський (1483—1555), ще до свого хрещення 1520 року, відвідав держави на південь від Сахари — Сонгай, Борну, Нубію та інші, спогади про які виклав 1550 року в книзі «Опис Африки й вартих уваги місць, які в ній є» (італ. Della descrittione dell’Africa et delle cose notabli che ivi sono), що до XIX століття була основним писемним джерелом європейців про внутрішні райони Африки.
Активне дослідження та освоєння Африки європейці розпочали в Добу великих географічних відкриттів з кінця XIV століття. Особливої інтенсивності цьому процесу надала промислова революція XIX століття. Упродовж XIX століття африканістика розвивалась як прикладна наукова дисципліна, й виливалась у викладання африканських мов і окремих елементів культури. 1788 року в Лондоні було створено «Асоціацію для сприяння відкриттю внутрішньої частин Африки» з метою розвідки річкових шляхів сполучення. 1830 року асоціація влилась до Королівського географічного товариства. 1795 року англійські колоністи засновують Капську колонію й розпочинають дослідження півдня. Так впродовж 1803—1805 років Г. Ліхтенштейн досліджував плато Карру та землі кафрів. Голландські поселенці (бури) організовують Капське товариство з вивчення Центральної Африки. Подорожі континентом англійців Мунго Парка, Г'ю Клаппертона, Ричарда Лендера, Девіда Лівінгстона та американського журналіста Генрі Стенлі поступово накопичували матеріали для досліджень. Більшість дослідників Африки з колоніальних країн виправдовували імперіалізм власних країн «неісторичністю» континенту, чий поступ застряг в доісторичній добі розвитку людства. Типовими представниками цього напрямку були Броніслав Каспер Маліновський у Великій Британії, Моріс Делафос у Франції, Лео Фробеніус і Генріх Барт у Німеччині. Разом з тим фундаментально досліджувались мови, етнографія та антропологія. Утвердились американська, британська, німецька, французька та бельгійська (А. Мейсен, Г. ван Бюльк) школи африканістики.
З початку XX століття африканістика зазнає інституалізації — у провідних європейських державах створюються науково-дослідницьких центри з вивчення чорного континенті, а із завершенням Другої світової війни і крахом світової колоніальної системи розпочинається сучасний етап африканських досліджень. У африканських гуманітарних дослідженнях з'являється марксистський напрямок. Окрім вчених соціалістичного табору та представників африканських національно-визвольних рухів його активно розвивали Палм Датт, Дж. Воддіс, І. Кокс та Б. Девідсон у Великій Британії, Дж. Хантон у США, Ж. Сюре-Канал, М. Годельє, П. Буато і Р. Барбе у Франції.
Офіційною датою появи наукової дисципліни вважається 1960 рік, коли на 25-му Міжнародному конгресі сходознавців у Москві, виходячи з нових політичних реалій параду африканських незалежностей, було прийнято рішення заснувати окремий Міжнародний конгрес африканістів. Перший МКА було проведено в грудні 1962 року в столиці Гани — Аккрі, другий через три роки в столиці Сенегалу — Дакарі. Американський Говардський університет з 1969 року вперше розпочав присуджувати наукові ступені з африканістики як окремої дисципліни.

## В Африці
Проводити власні дослідження континенту африканцям заважала колоніальна система європейських держав і брак освіти. Тому зрозуміло, що нагальні потреби з прикладних і теоретичних досліджень постали вже перед незалежними державами. Першим у цій справі були уряди Єгипту, який у співробітництві з британськими радниками розпочав активні дослідження долини Нілу в міжвоєнний період, та Південно-Африканського Союзу, що активно розвідував мінеральні поклади на півдні Африки. З 1950-х років з'являються нові й реорганізовуються старі дослідницькі центри. Французький Інститут Чорної Африки в Дакарі, після отримання Сенегалом незалежності, було перетворено на Університет фундаментальних досліджень Чорної Африки. 1964 року Дар-ес-Саламському університеті виник Інститут суахілійських досліджень. До проблем вивчення континенту свою увагу привернули від самого початку створення Івуарійська, Малагасійська та Об'єднана східноафриканська академії наук. Вчені-африканці перш за все у своїх працях намагались спростувати твердження про відсутність у них самостійної історії через брак писемних доєвропейських джерел. Одним з перших апелювати до славетного африканського минулого, передусім давньоєгипетського, почав сенегалець Шейх Анта Діоп. Буркінабець Ж. Кі-Зербо і нігерієць Аде Аджаї були засновниками африканської академічної історичної спільноти, яка переглянула європоцентристську концепцію та вибудували нову, що розглядає Африку як невід'ємну частину історії людства. Ця концепція була покладена в основу багатотомного видання «Загальної історії Африки» від ЮНЕСКО (1964—2010) та «Кембриджської історії Африки». Африканські дослідники реконструюють минуле власного континенту ґрунтуючись на усних переказах та археологічних даних. Бельгійський антрополог та історик Ян Вансіна розробив методологію досліджень, що спирається у таких дослідженнях на тісну співпрацю істориків, антропологів та лінгвістів.

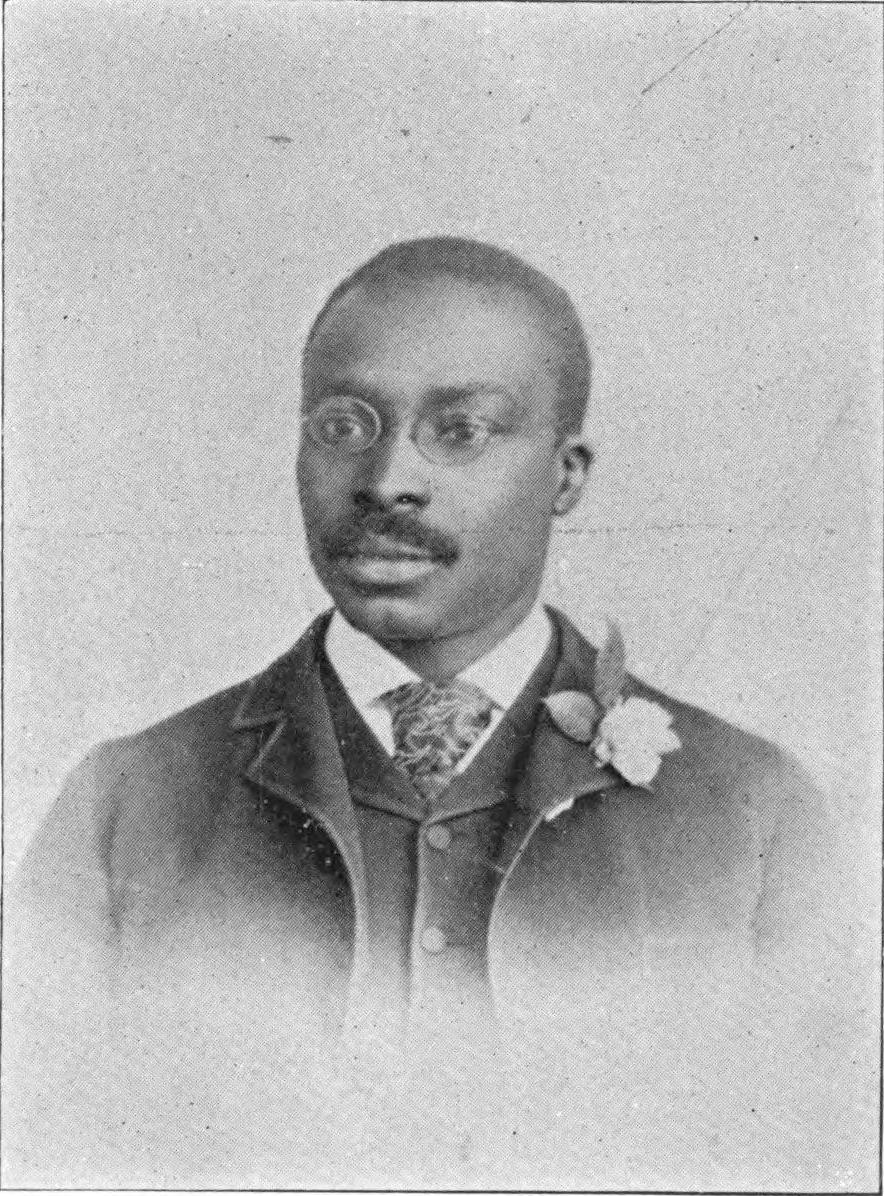
Оришатуке Фадума
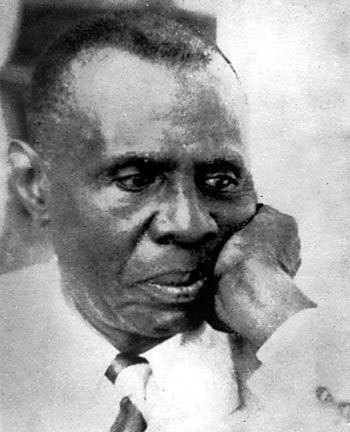
Жан Прайс-Марс
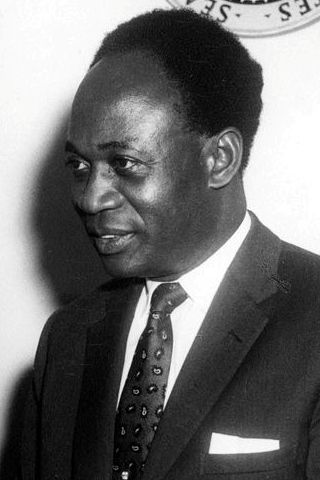
Кваме Нкрума
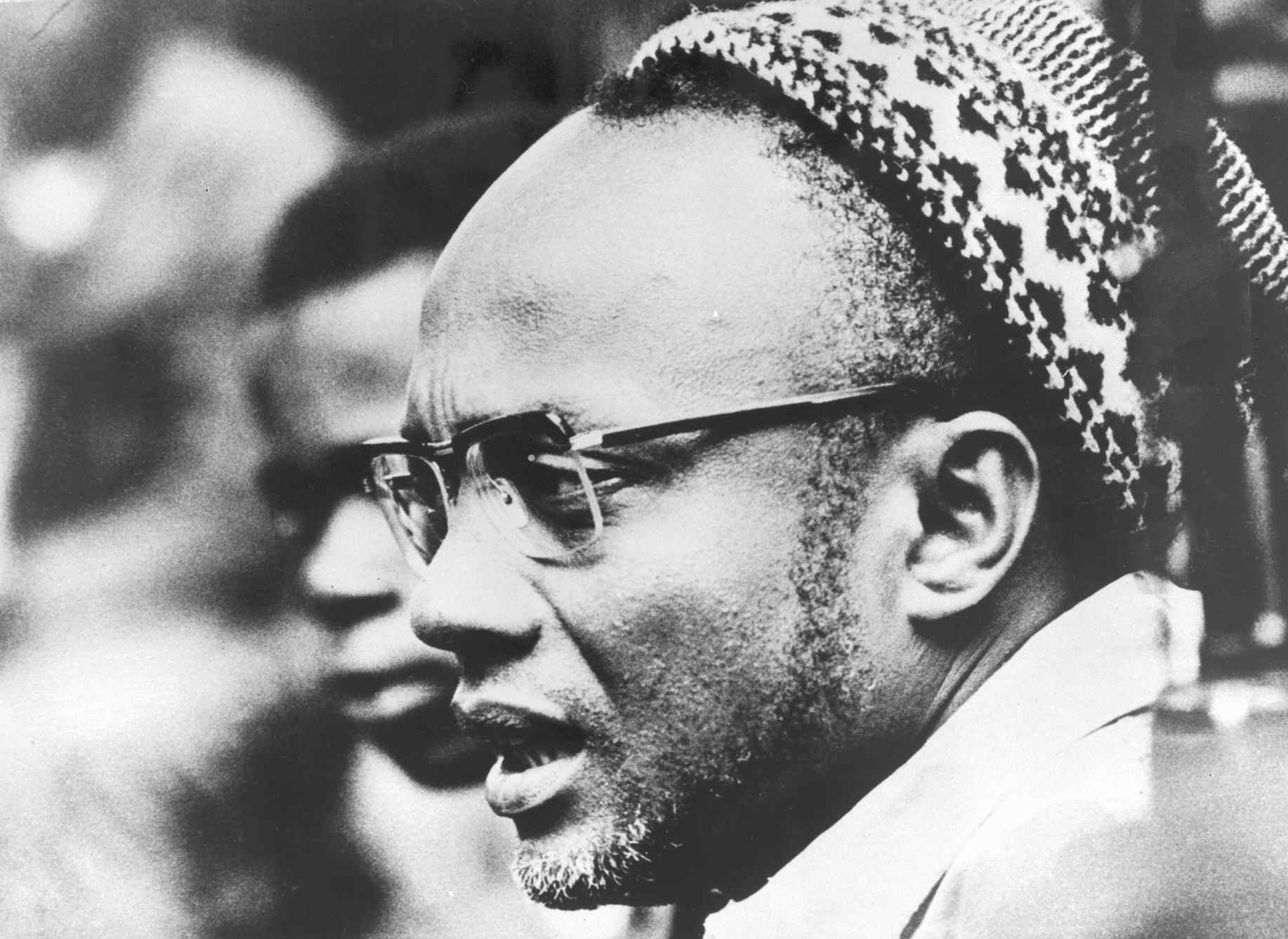
Амілкар Кабрал
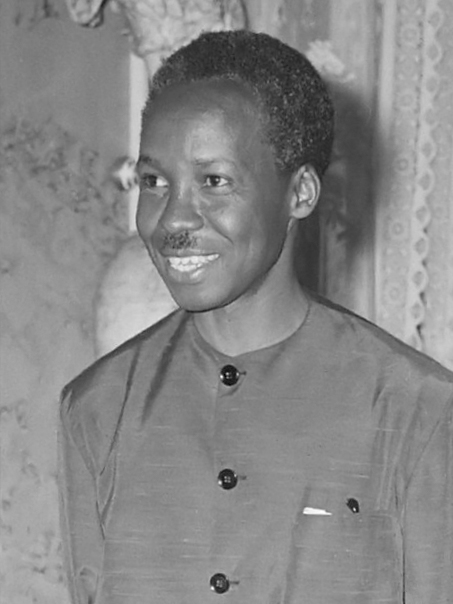
Джуліус Ньєрере
Інститут африканістики Університету Гани

Головними центрами африканських досліджень на самому материку виступають:
- Інститут африканістики імені Кваме Нкруми Університету Гани (Аккра, 1962). Існують магістерська програма і аспірантура за даною спеціальністю.
- Центр африканістики Аддис-Абебського університету (Аддис-Абеба, 2007).
- Центр африканістики Каїрського університету (Каїр). Можна отримати ступінь бакалавра за даною спеціальністю.
- Центр африканістики Кейптаунського університету (Кейптаун, 2012).
- Спільний Інститут африканістики й студій діаспори Лагоського і Вест-Індійського університетів (Лагос і Кінгстон, 2017).
- Інститут африканістики Ібаданського університету (Ібадан). Існують магістерська програма і аспірантура за даною спеціальністю.

Відомі африканісти африканського походження: пропогандист африканської культури Оришатуке Фадума, ідеолог панафриканізму Кваме Нкрума, теоретики антиколоніалізму Жан Прайс-Марс, Амілкар Кабрал і Джуліус Ньєрере, письменник Чинуа Ачебе, марксист-панафриканіст Абдулрахман Мохамед Бабу, історики Франсуа Басоле, Волтер Родні, Альберт Аду Боахен і Бала Усман, теоретик постколоніалізму Франц Фанон, політолог Алі Мазруї (Кенія); економіст Джастініан Рвеємаму, освітянин Кеннет Онвука Дайк. Відомі вчені-африканці: нігерійці К. Онвука Діке та С. О. Біобаку, малієць А. Хампате Ба, ганець К. Нкетія, камерунець Е. Мвенг, гвінеєць Дж. Т. Ньяне, південноафриканці Б. Бантінг та Л. Формен.

## У Великій Британії
З початку XX століття британська африканістика зазнає інституалізації — 1916 року при Лондонському університеті було створено Школу східних і африканських досліджень (англ. School of Oriental and African Studies; SOAS). 1926 року в Лондоні для пропагування африканських мов і негритянської культури Фредеріком Лугардом, Дідріхом Германом Вестерманном і Морісом Делафоссом було створено Міжнародний інститут африканських мов і культури (IAI). 1963 року було засновано Асоціацію африканістики Великої Британії (англ. African Studies Association of the United Kingdom; ASAUK). З 1950-х років розпочинається створення університетських центрів дослідження чорного материка (англ. African Studies Center; ASC). Так 1963 року було створено західноафриканський центр при Бірмінгемському університеті, а через два роки загальноафриканський при Кембриджському. Пізніше такий центр був відкритий при університеті Лідса. 2007 року в Лондоні було відкрито аналітичний центр з формування національної політики щодо Субсахарської Африки — Дослідницький інститут Африки (англ. Africa Research Institute; ARI). При Кембриджському університеті існує магістерська програма з даної спеціальності.
Головним науковим часописом британських африканістів є журнал «Африканські студії» (англ. African Studies), що виходить тричі на рік. Міжнародний африканський інститут від 1928 року видає журнал «Африка» (Africa), що виходить чотири рази на рік; від 1984 року щорічний бібліографічний довідник «Африканська бібліографія» (Africa Bibliography). 1901 року в Лондоні було засновано журнал присвячений проблемам і новинам з африканського континенту — «Африканські справи» (African Affairs).

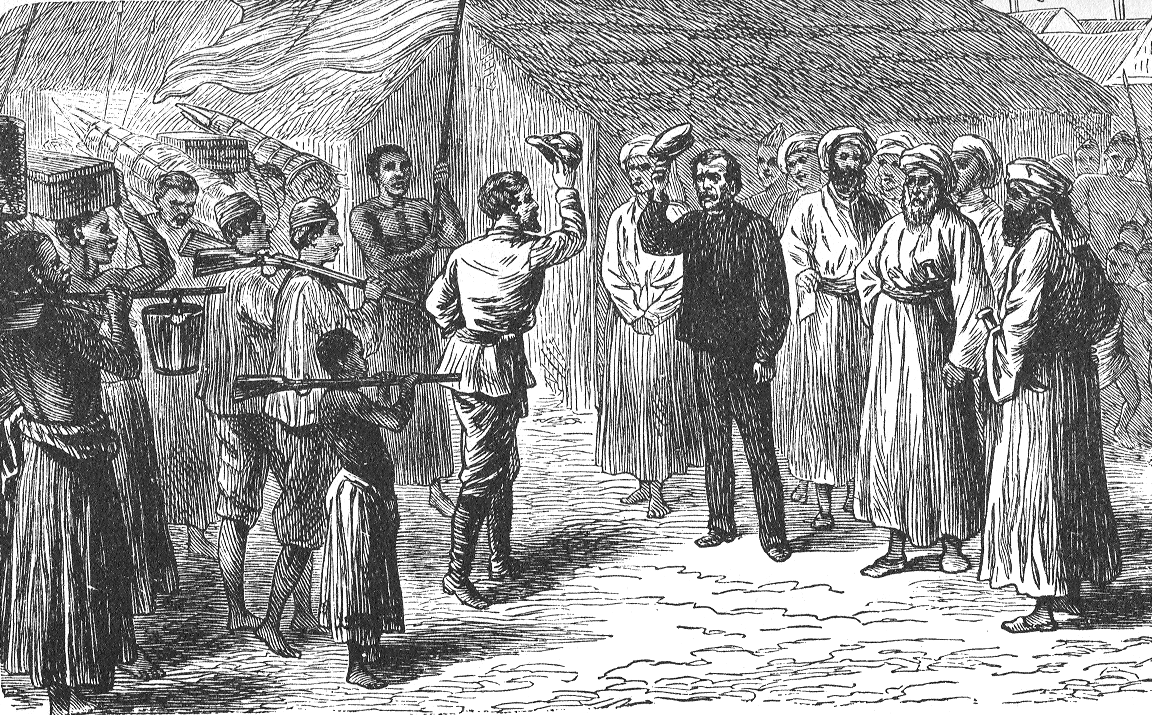
Зустріч Стенлі та Лівінгстона
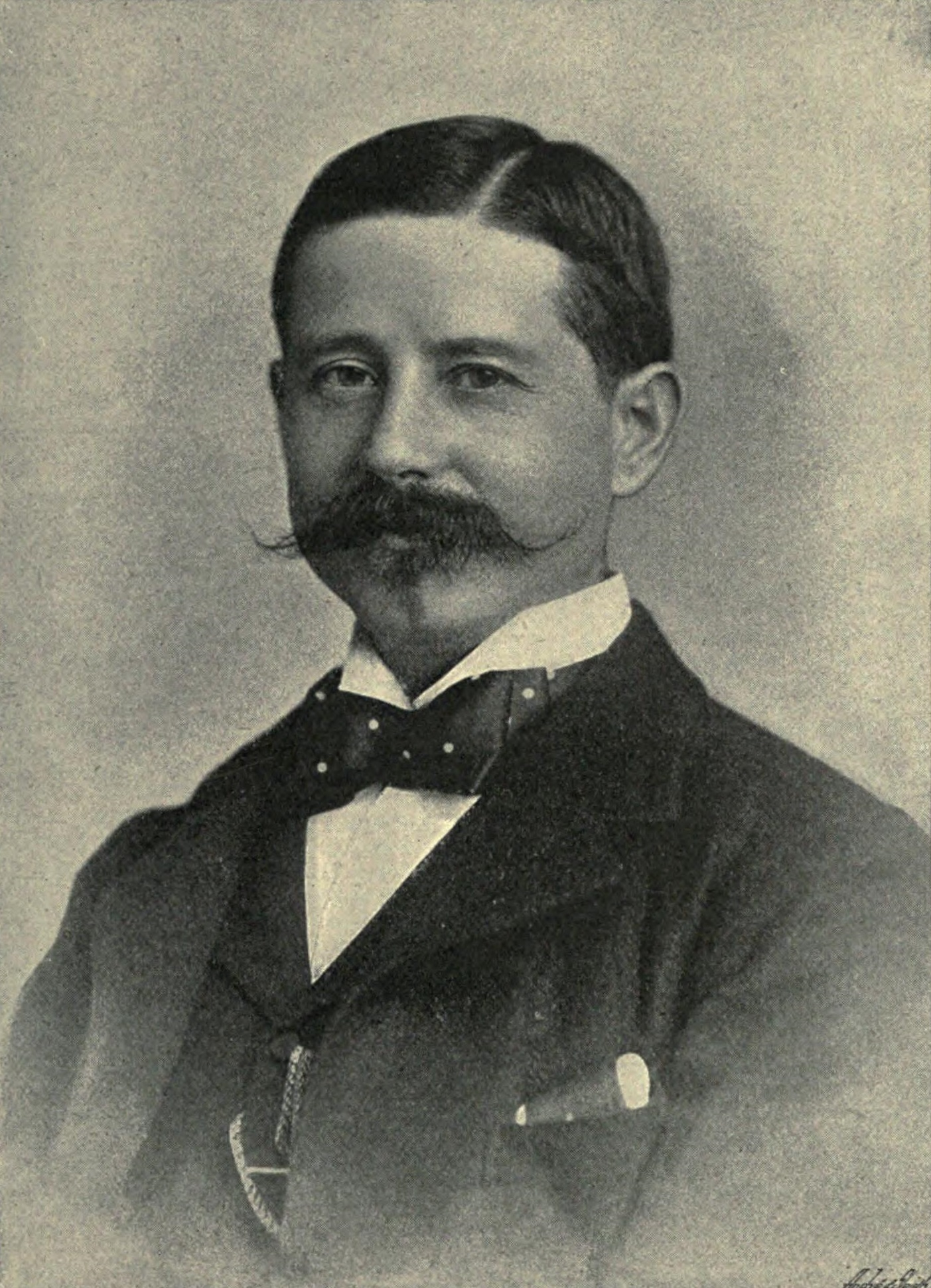
Генрі Джонстон
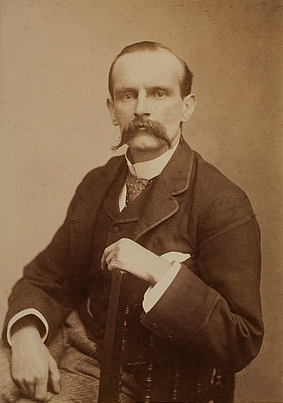
Фредерік Лугард
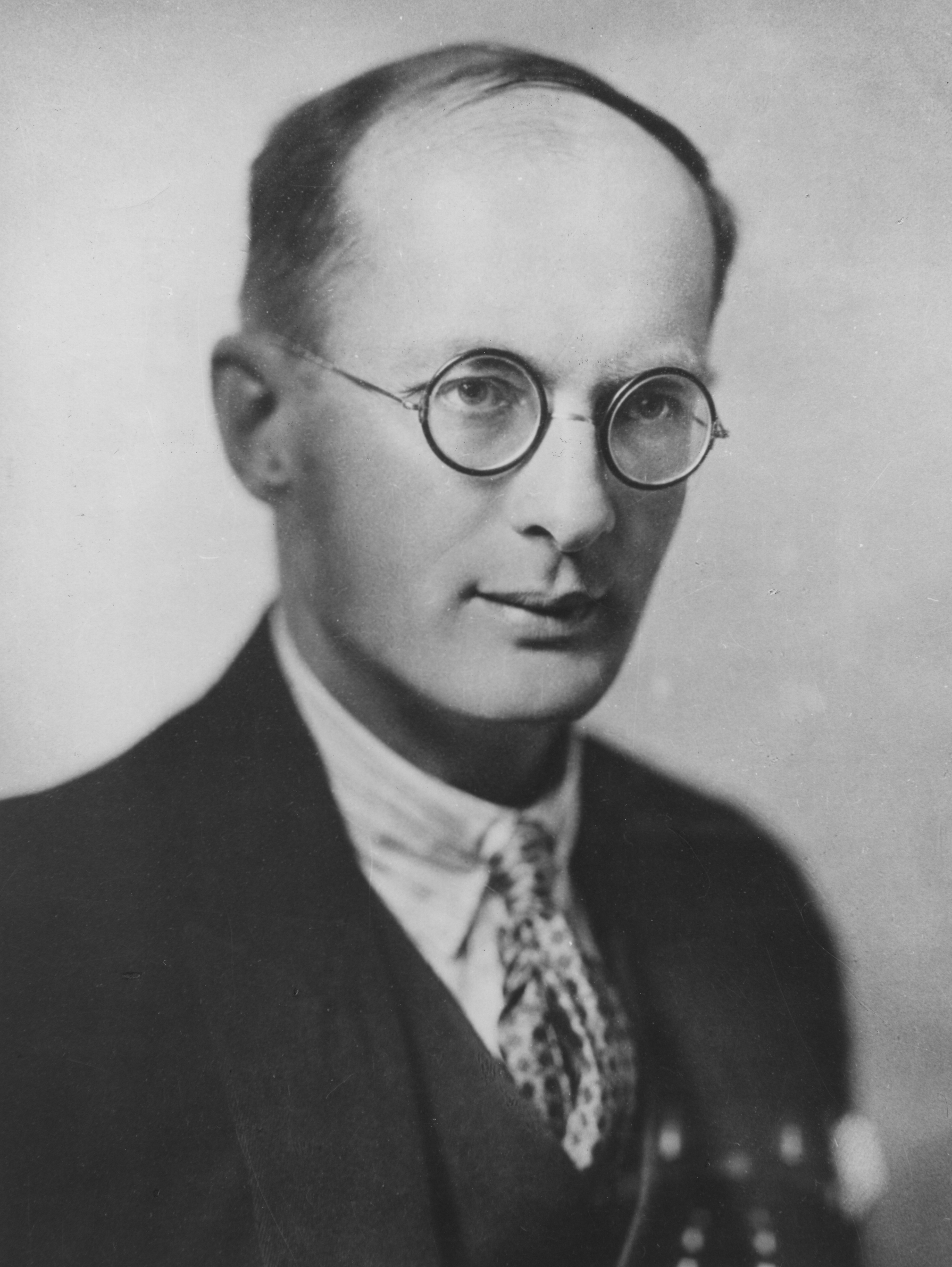
Броніслав Маліновський
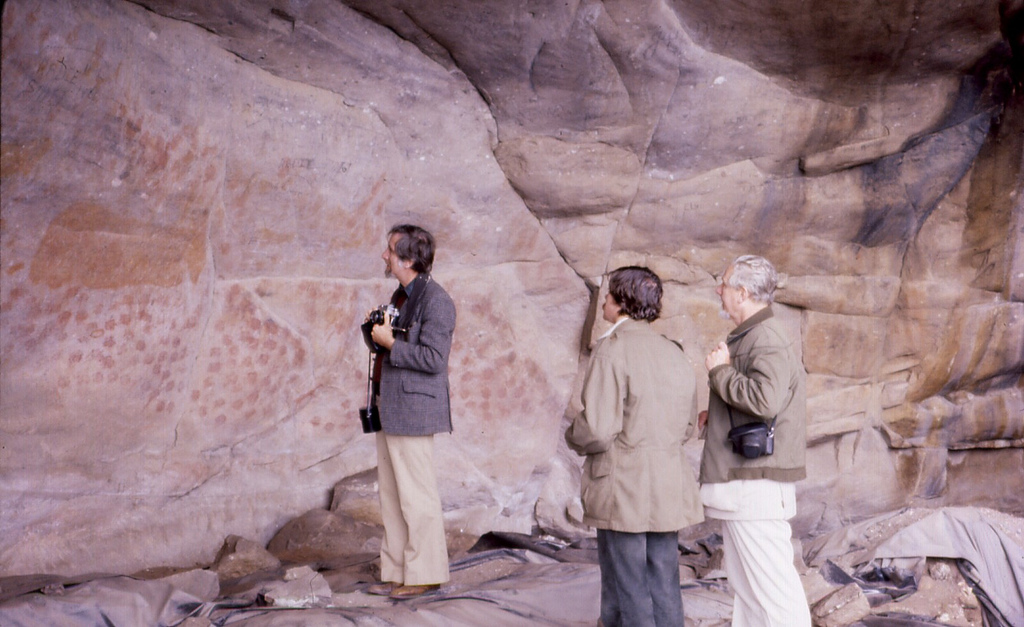
Джон Десмонд Кларк
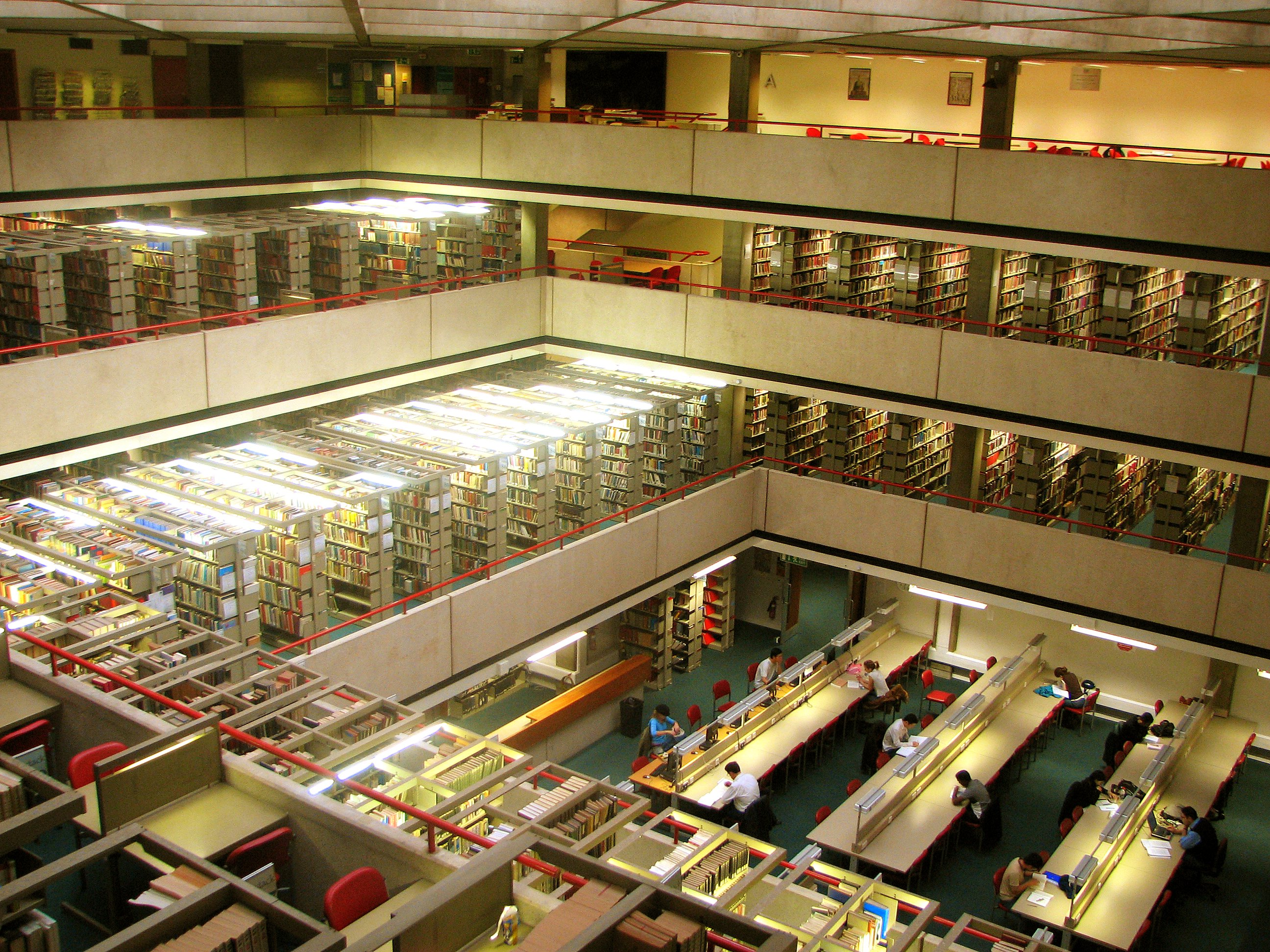
Бібліотека Школи східних і африканських досліджень

Відомі британські африканісти: Роберт Сазерленд Ратрей, С. Мік, натураліст і фотограф Гаррі Гамільтон Джонстон, соціальний антрополог Макс Глакман, палеоантрополог Джон Десмонд Кларк та Луїс Лікі, публіцист Безіл Девідсон, етнографи Броніслав Каспер Маліновський, Арчибальд Такер, Д. Форд, Меєр Фортес, М. Гатрі, історики Патрік Шабаль, Стівен Елліс, Джон Фейдж, Айвор Вілкс, Іван ван Сертіма, Теренс Ренджер, Ентоні Кірк-Грін, Е. Еванс-Причард, О. Ричардс, Л. Мер, Р. Олівер, Т. Ходжкін, економісти Вільям Бірмінгем і Ф. Педлер та інші.

## У Китаї
Африканістика для Китаю є досить молодою дослідницькою дисципліною. Не зважаючи на середньовічні експедиції Чжен Хе до східних берегів Африки, Китай сторіччями дотримувався ізоляціоністської зовнішньої політики. У зв'язку із бурхливим зростанням китайської економіки та активною експансіоністською політикою КНР на африканських ринках африканські студії почали бурхливо розвиватись з 2000-х років. Провідними центрами регіональних досліджень виступають центри азійсько-африканських студій при Пекінському (BFSU) та Шанхайському університетах іноземних мов (SISU).

## У Німеччині
На початку XIX століття на потребу молодої німецької колоніальної імперії, яка передусім базувалась на чотирьох африканських колоніях, при Гамбурзькому колоніальному інституті було організовано Семінар з вивчення колоніальних мов.
Від 1957 року в Бонні видаються наукові журнали «Міжнародний африканський форум» (нім. lnternationales Afrika Forum) і «Африка сьогодні» (Afrika heute), що присвячені широкому спектру африканських досліджень.

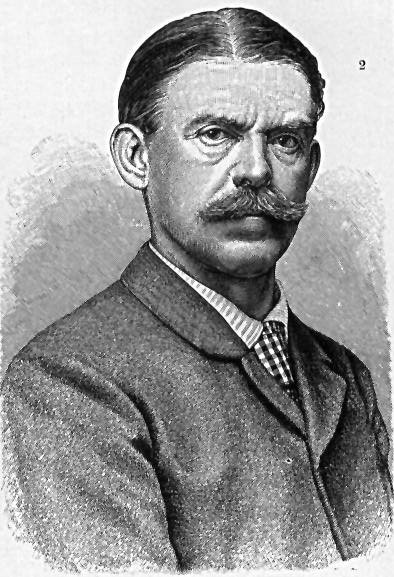
Георг Швайнфурт
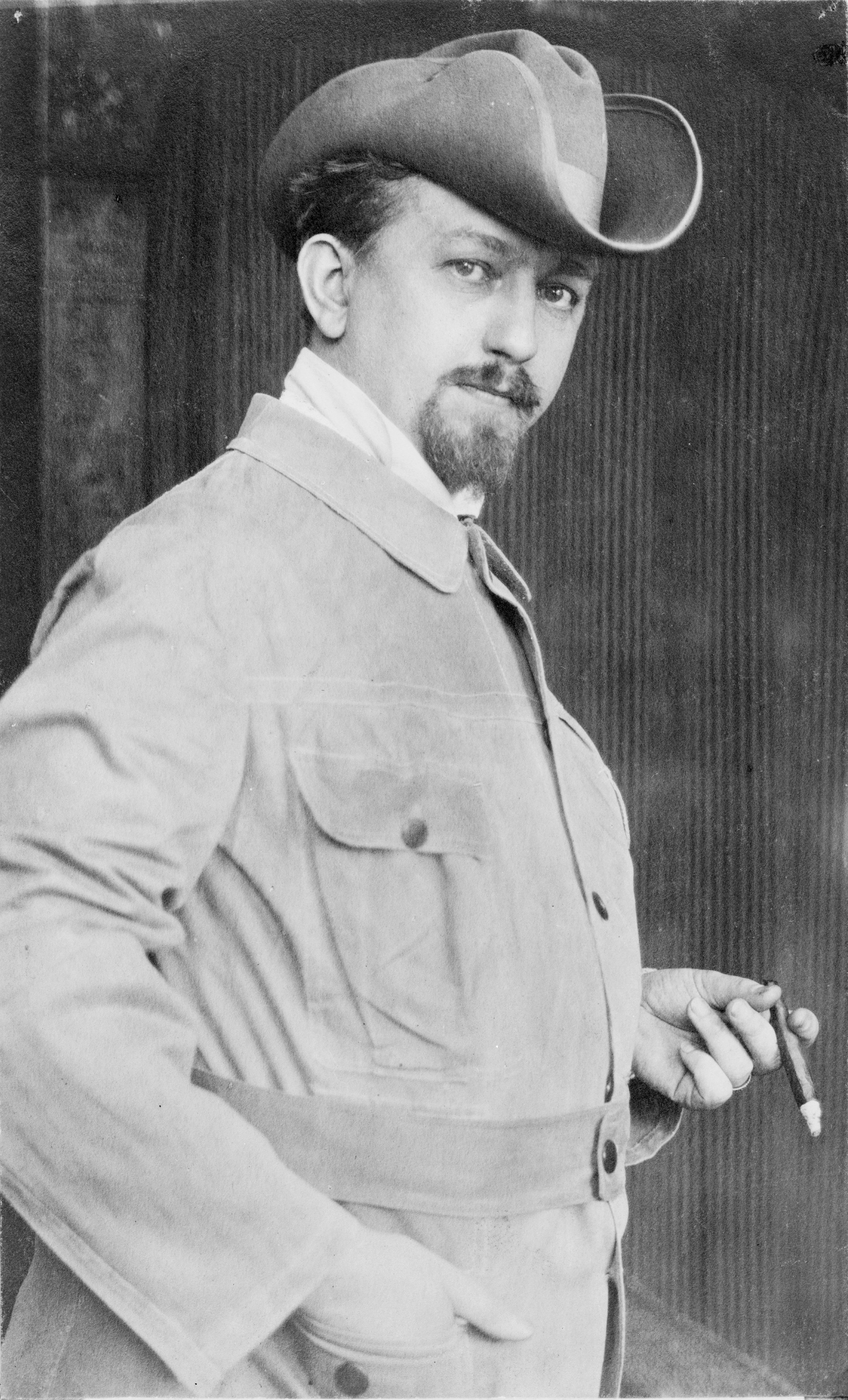
Лео Фробеніус
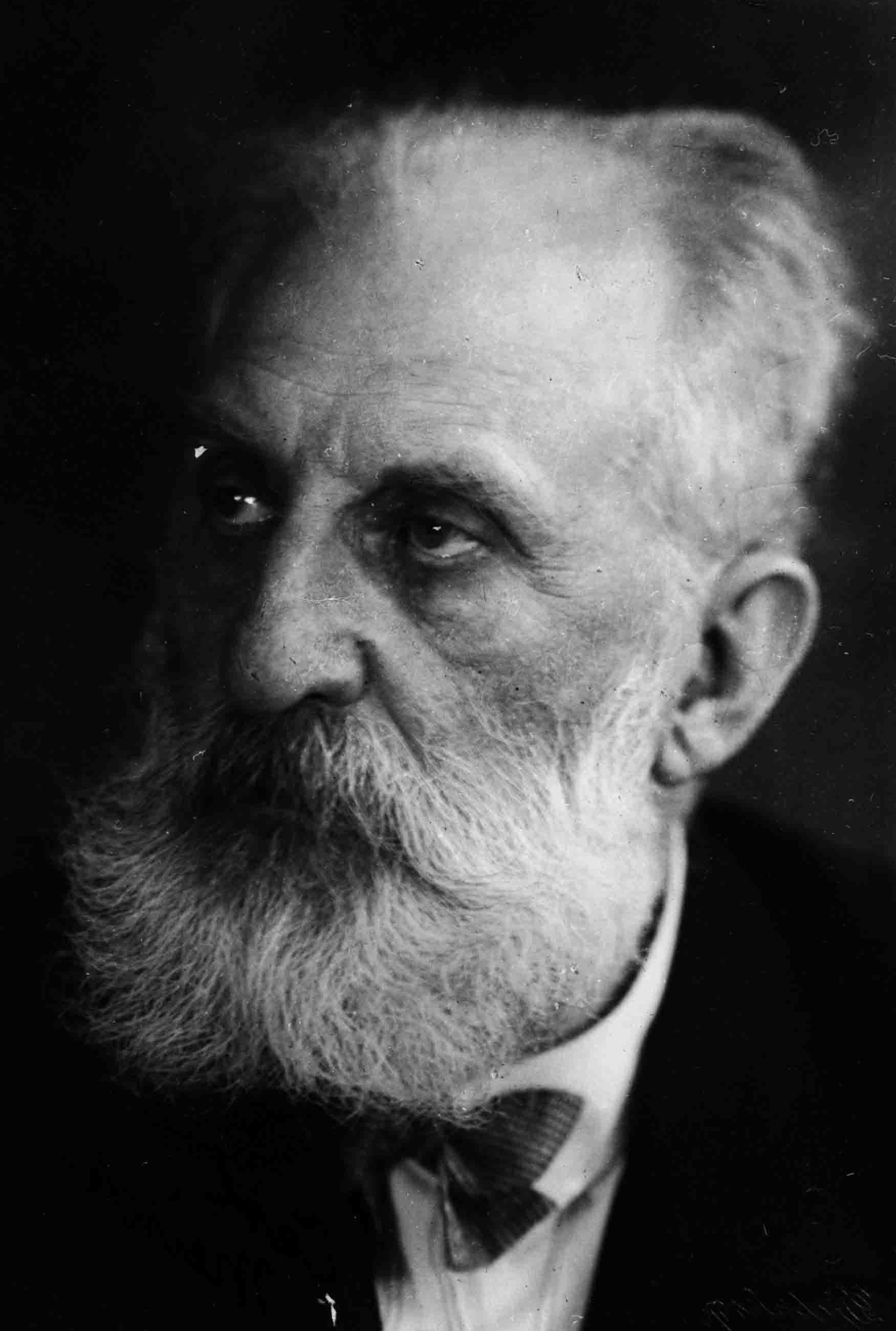
Карл Майнгоф
«Суданські мови» Дідріха Вестермана, 1911 рік
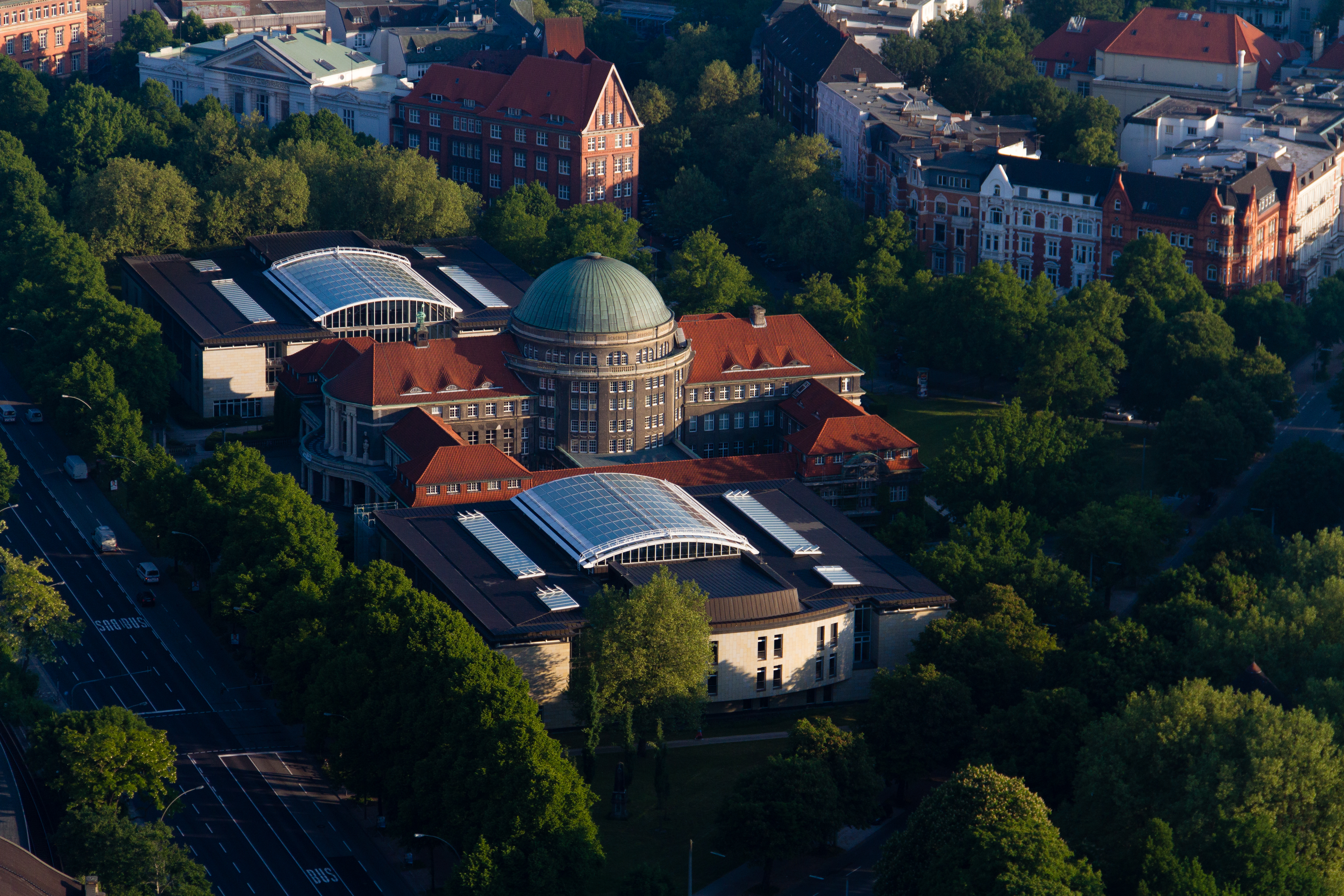
Інститут Азії та Африки Гамбурзького університету
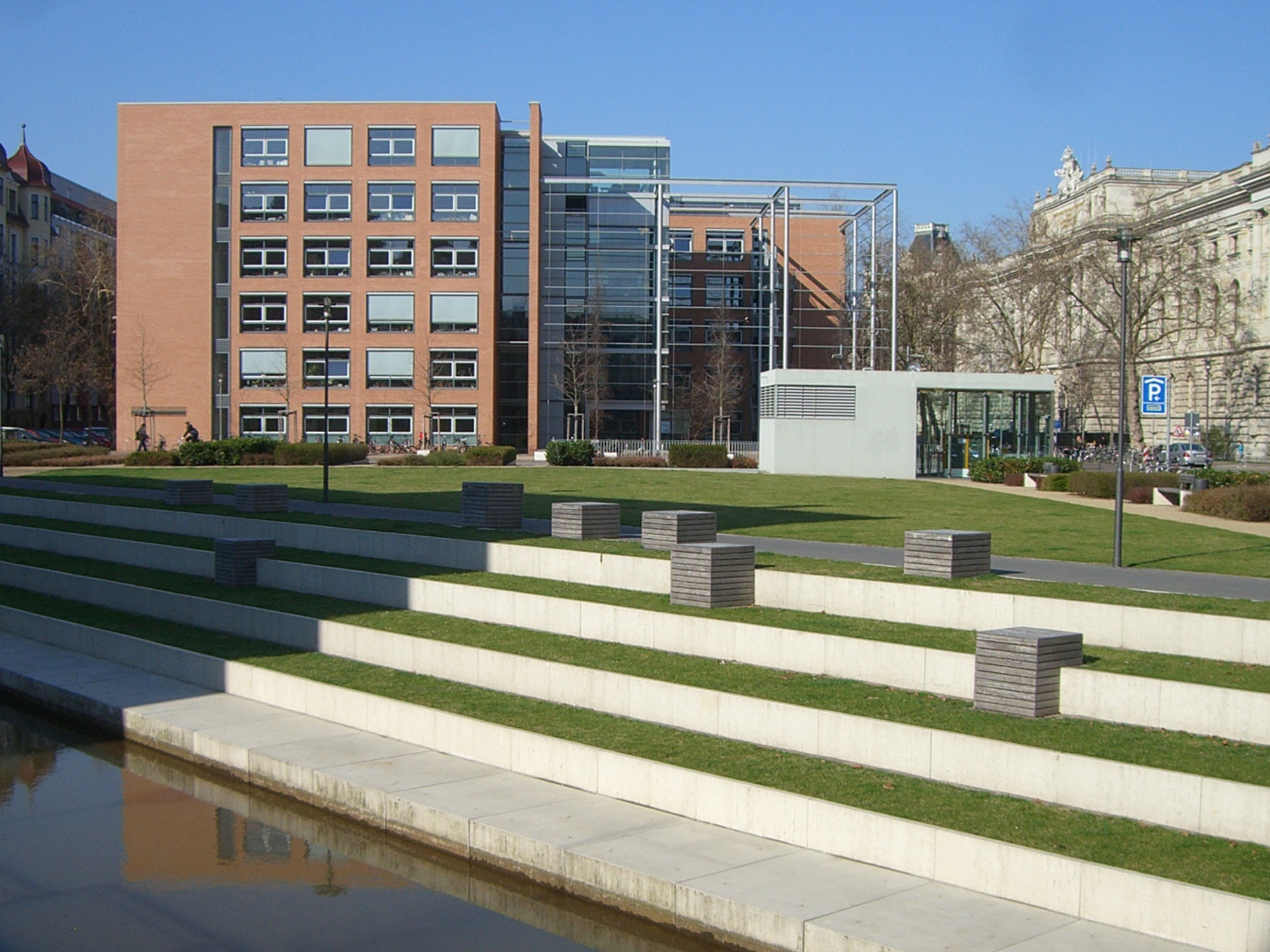
Африканські студії в Гуманітарному центрі Лейпцизького університету

Загалом після Другої світової війни було створено більше 65 центрів африканістики. Головними центрами сучасних африканських досліджень у Німеччині є:
- Відділ африканських досліджень та Інститут досліджень Азії та Африки Університету Гумбольдта (Берлін)[11][12]. При університеті існує бакалаврська і магістерська програми з даної спеціальності[13].
- Інститут африканських досліджень (BIGSAS) Байройтського університету (Байройт).
- Інститут африканських досліджень Лейпцизького університету (Лейпциг).
- Інститут Азії та Африки при Гамбурзькому університеті (Гамбург).
- Інститут Фробеніуса при Франкфуртському університеті (Франкфурт-на-Майні).
- Інститут етнографії при Мюнхенському університеті (Мюнхен).

Відомі німецькі африканісти: ботанік і етнограф Ґеорг Август Швайнфурт, етнограф і антрополог Лео Фробеніус, лінгвісти Карл Майнгоф і Е. Дамман, етнолог Бернгард Анкерман, лінгвіст та історик культури Дідріх Вестерман та інші.

## У Північній Америці
Сталий інтерес до Африки в науковому середовищі Північної Америки оформився із закінченням Другої світової війни, коли США посіли місце світового гегемона й остаточно позбавились ізоляціоністської позиції у зовнішній політиці. 1957 року в Північній Америці було засновано Асоціацію африканістики (англ. African Studies Association; ASA), що вже за 10 років налічувала більше 1400 членів. Від 1965 року асоціація присуджує щорічні премії Гершковиця за видатний внесок в наукові дослідження з африканської тематики. 1968 року з американської асоціації видокремились дослідники-афроамериканці в Асоціацію дослідження африканської спадщини (англ. African Heritage Studies Association) з метою відмовитись від євроцентристських підходів у своїх студіях. З 1950-х років в англо-саксонському світі розпочинається створення університетських центрів дослідження чорного материка (англ. African Studies Center; ASC): 1953 року в Бостонському університеті, 1959 — Університеті Каліфорнії в Лос-Анджелесі тощо. Нобелівський лауреат премії миру 1964 року Мартін Лютер Кінг захистив ступінь доктора філософії 1955 року в Бостонському університеті.
1921 року було засновано науковий часопис «Африканські дослідження» (англ. African Studies), який виходить тричі на рік і містить наукові статті з гуманітарних наук африканської проблематики. Від 1932 року в Говардському університеті (Вашингтон) видається науковий «Журнал негритянської освіти» (The Journal of Negro Education), присвячений проблематиці освіти чорношкірого населення США. Важливими виданнями є «Африка сьогодні» (Africa Today) від 1954 року та «Африканські доповіді» (Africa Report) від 1956 року.

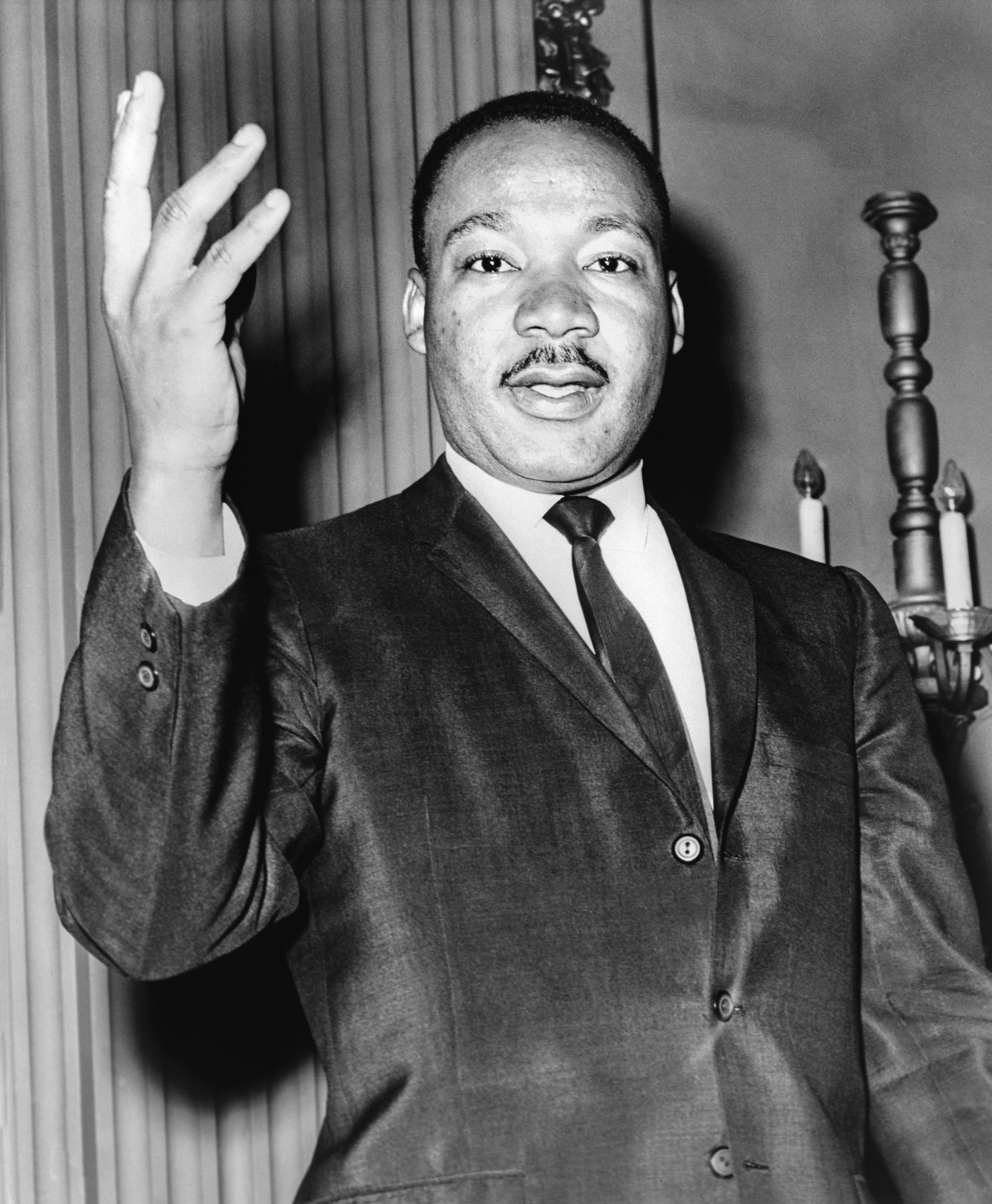
Мартін Лютер Кінг
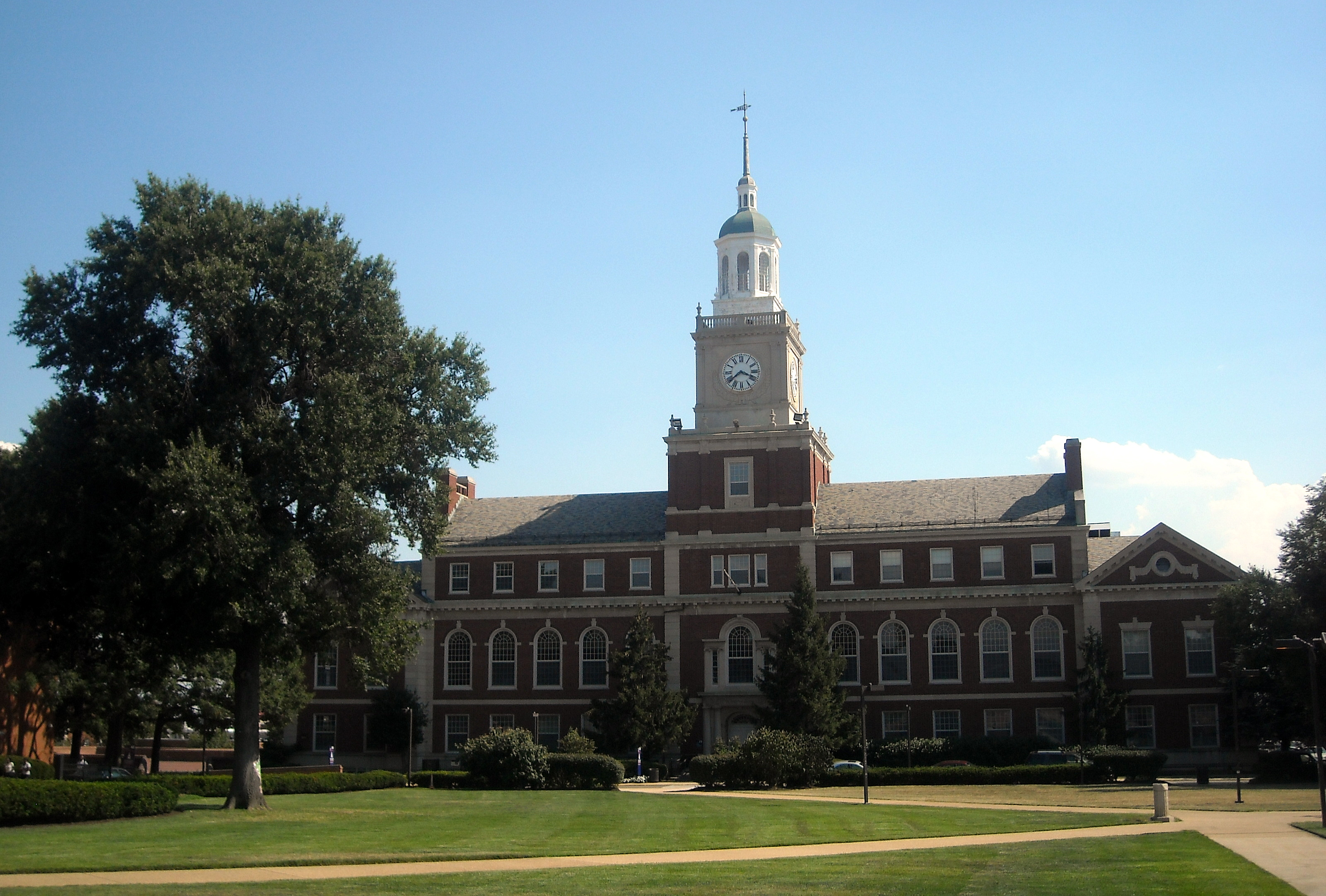
Дослідницький центр Мурланда — Спінгарна
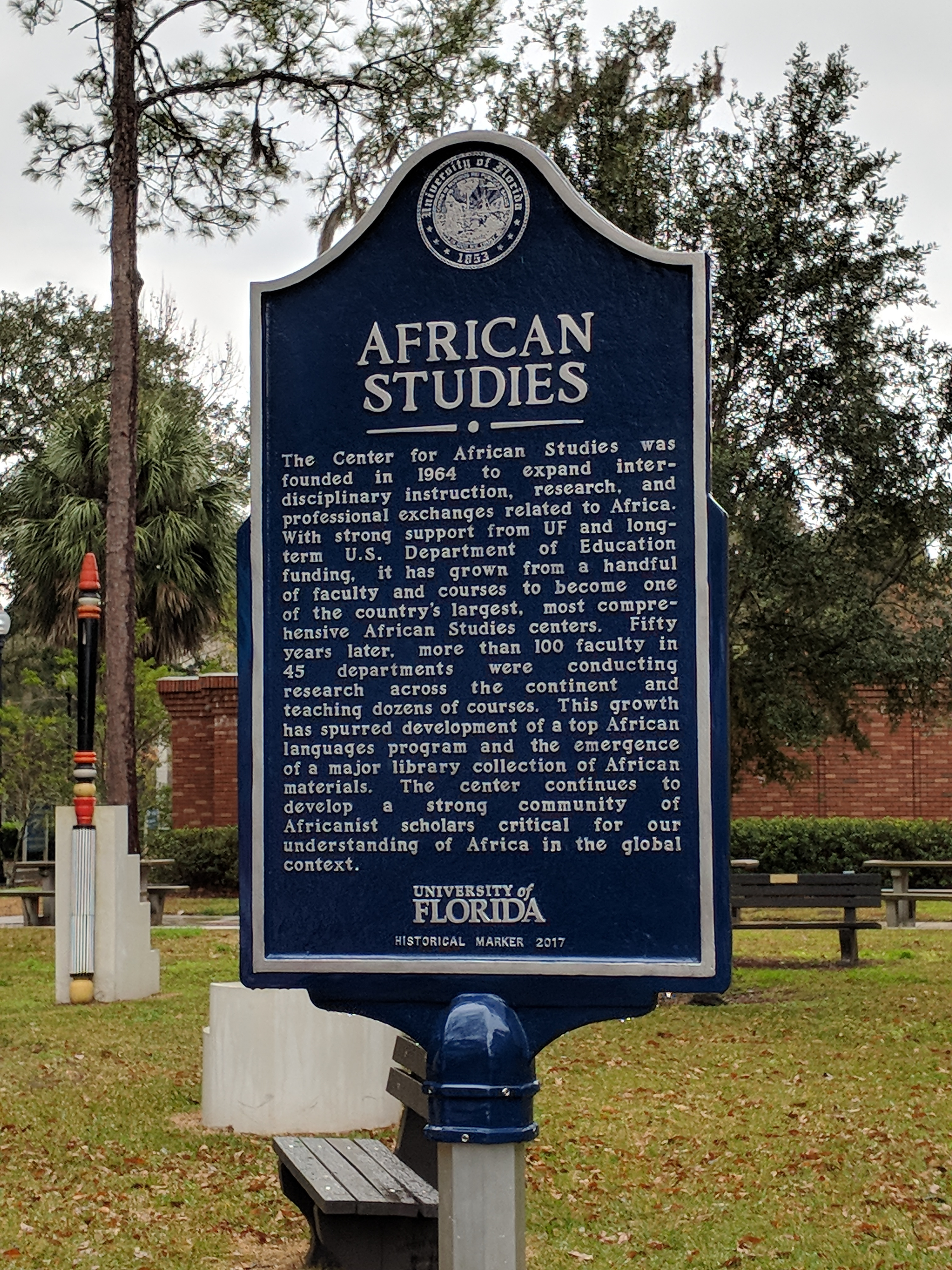
Знак на честь відкриття африканських студій у Флоридському університеті

Головними центрами сучасних африканських досліджень у Північній Америці є:
- Програма африканських досліджень Мелвілла Гершковиця при Північно-Західному університеті (Еванстон, 1948).
- Центр африканських досліджень при Мічиганському університеті (Іст-Лансінг, 1960). Можна отримати ступінь бакалавра і магістра за даною спеціальністю.
- Центр африканських досліджень при Університеті Флориди (Гейнсвілл, 1964). Можна отримати ступінь магістра за даною спеціальністю.
- Відділ африканських студій та дослідницький центр Мурланда — Спінгарна Говардського університету (Вашингтон, 1973). Можна отримати ступінь магістра за даною спеціальністю.
- Відділ вивчення африканських, близькосхідних і південноазійських мов і літератури (AMESALL) при Рутгерському університеті (Нью-Брансвік). Можна отримати ступінь бакалавра і магістра за даною спеціальністю.
- Інститут африканських культурологічних і політичних досліджень (англ. Africana Cultures and Policy Studies Institute; ACPSI, 2005).
- При університеті Огайо існує магістерська програма з африканістики.
- Канадський центр африканських досліджень при Карлтонському університеті (Оттава). Можна отримати ступінь бакалавра і магістра за даною спеціальністю.

Відомі американські африканісти: антрополог Мелвілл Джин Гершковіц, лінгвісти Джозеф Грінберг і Вільям Еверетт Велмерс, політолог та антрополог Гвендолін М. Картер, політологи Л. Г. Кован і Дж. Коулмен, історики Джон Генрік Кларк, Девід Хеніг, викладач Вільям Лео Генсбері, економісти В. Хенс, Е. Камарк і С. Д. Ньюмарк та інші.

## У Росії
Перші наукові відомості про Африку в Російській імперії відносяться до середини XVIII століття, коли 1745 року академією наук було видано гоеграфічну карту континенту, 1753 — «Руководство к Древней географии…» Целларія, в якому цілий розділ було присвячено історіографії Африки, а 1786 року вийшла перша оригінальна праця морського офіцера Матвія Коковцева «Описание Архипелага и Варварийского берега…», а через рік його ж «Достоверные известия о Альжире…». 1791 року академія наук видала «Сравнительный словарь всех языков и наречий», до якого було включено ряд відомих на той час африканських мов. Російськи мандрівники XIX століття значно збагатили знання європейців про материк — Єгор Ковалевський досліджував Судан, Вільгельм Юнкер — північ та схід, Олександр Єлісєєв — північ, Олександр Булатович — Ефіопію. Африці були присвячені праці російських сходознавців Бориса Тураєва і Василя Болотова.
У Росії основи наукової африканістики заклали арабіст Ігнатій Крачковський, сходознавець Василь Струве, африканісти Дмитро Ольдерогге та Іван Потєхін. За повоєнних часів у СРСР африканістика зазнала бурхливого розквіту, від 1945 року вона досліджувалась і викладалась на кафедрі африканських мов Східного факультету Ленінградського університету, від 1946 року в секторі Африки при Інституті етнографії АН СРСР, від 1956 року у відділі Інституту сходознавства АН СРСР, Інституті країн Азії та Африки при Московському університеті, на окремих кафедрах вищих навчальних закладів, від 1959 року в спеціально створеному Інституті Африки. Інститутом Африки впродовж 1959—1964 років завідував Іван Потєхін, 1964—1976 — Василь Солодовніков, 1976—1992 років завідував Анатолій Громико, 1992—2015 — Олексій Васильєв.
Проблеми африканістики почали висвітлюватись на сторінках спеціалізованих журналів «Народы Азии и Африки» і «Азия и Африка сегодня», щорічнику «Африка в советских исследованиях». 1954 року світ побачила етнографічна праця «Народы Африки» (у багатотомній серії народів світу), 1963 — двотомна енциклопедична праця «Африка. Энциклопедический справочник» (перевиданий у 1980-х роках), 1965 — країнознавча праця «Независимые страны Африки», 1967 — історичні монографії «История Африки в XIX — начале XX веков» і «Новейшая история Африки» та інші. Протягом 1959—1981 років у серії монографій «Языки зарубежного Востока и Африки» було видано 15 монографій, присвячених окремим африканським мовам. Від 1970 року друкується серія «Библиотека зарубежной африканистики». Видавались численні публіцистичні статті й брошури про тяжку долю африканських народів заради «теоретичного обґрунтування» та ідеологічного виправдання втручання Москви в африканські справи з метою втягнути у сферу власного впливу, зробити з них повноцінних членів соціалістичного табору.

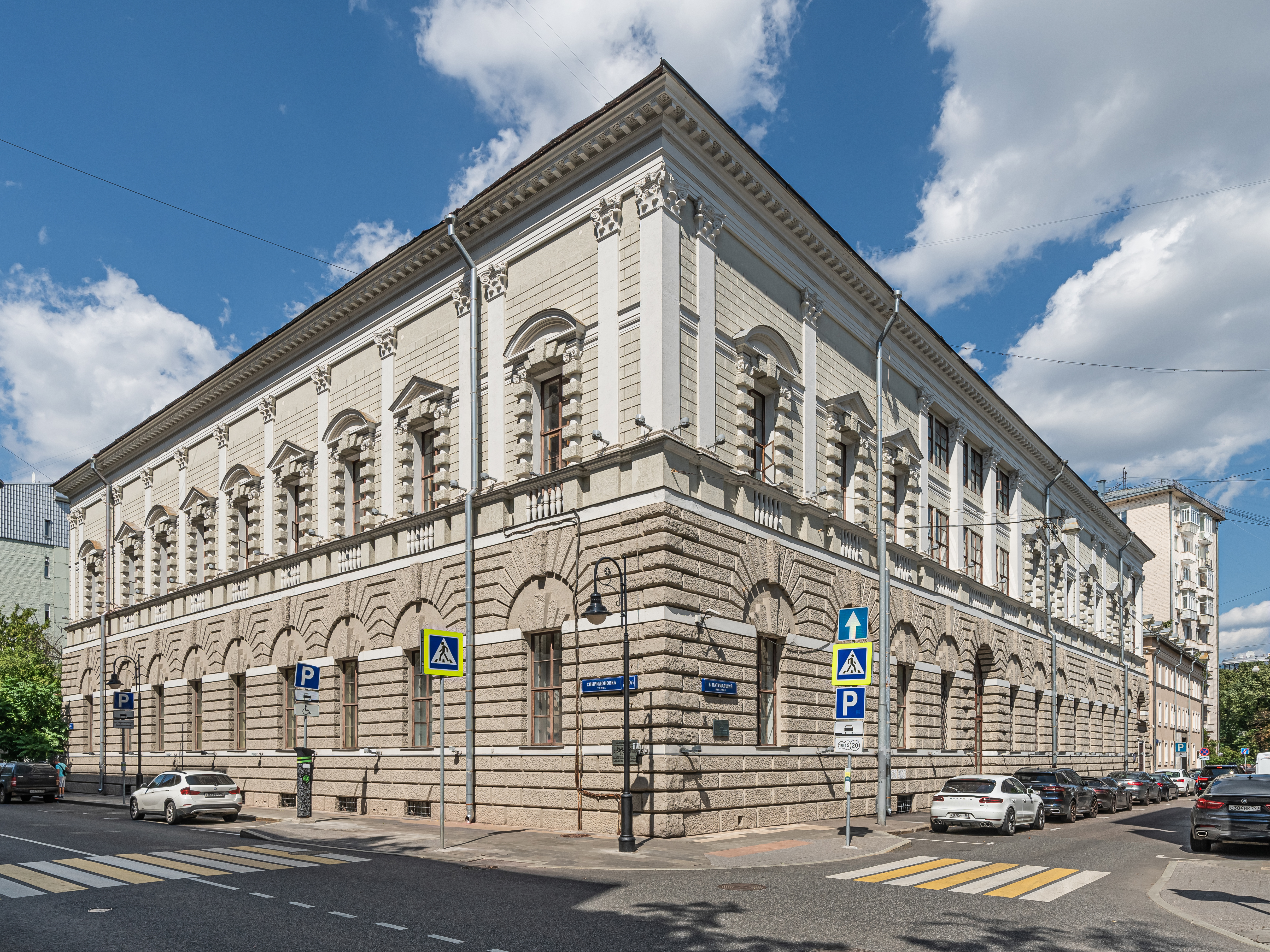
Інститут Африки РАН
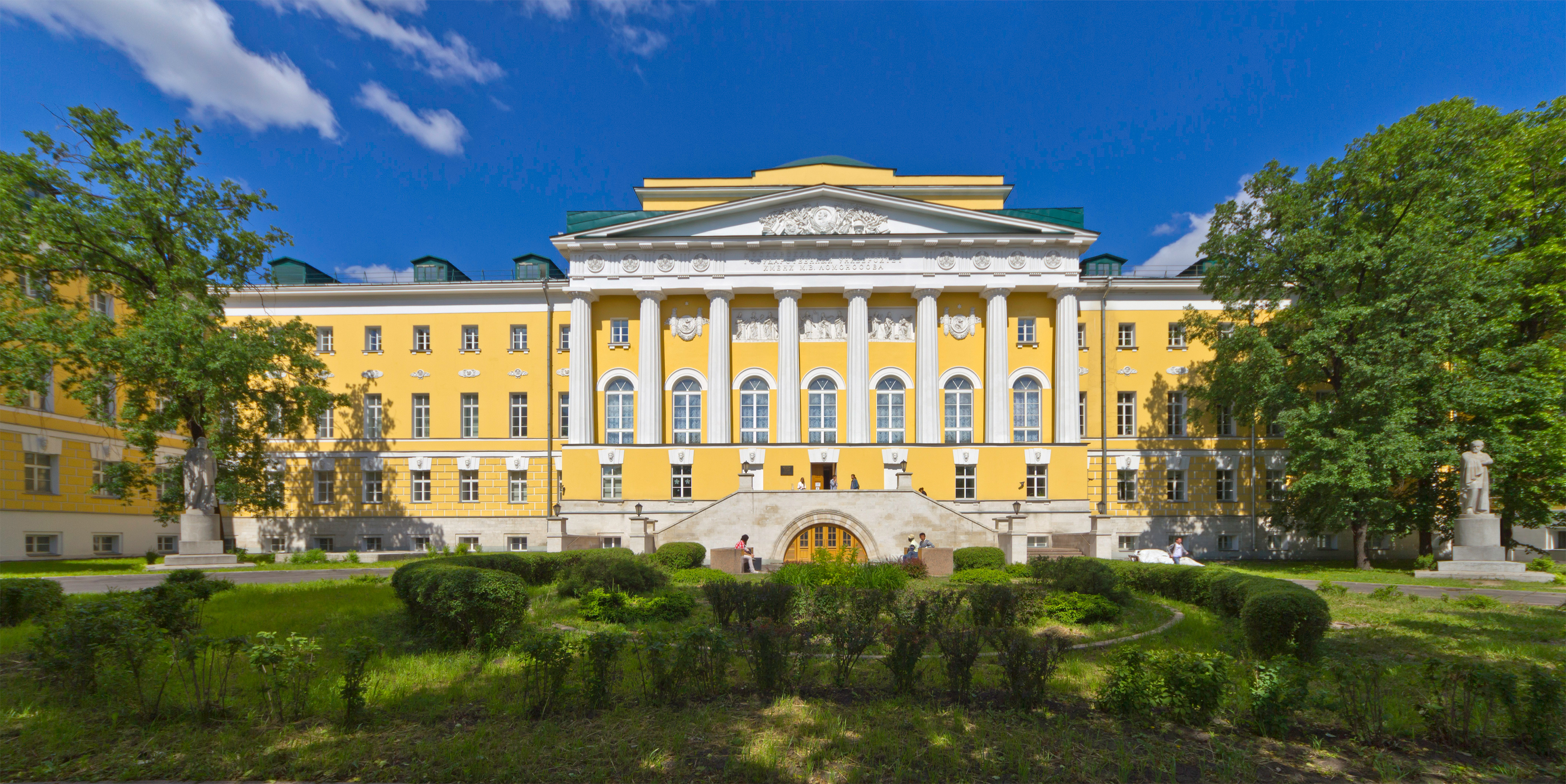
Інституті країн Азії та Африки МДУ
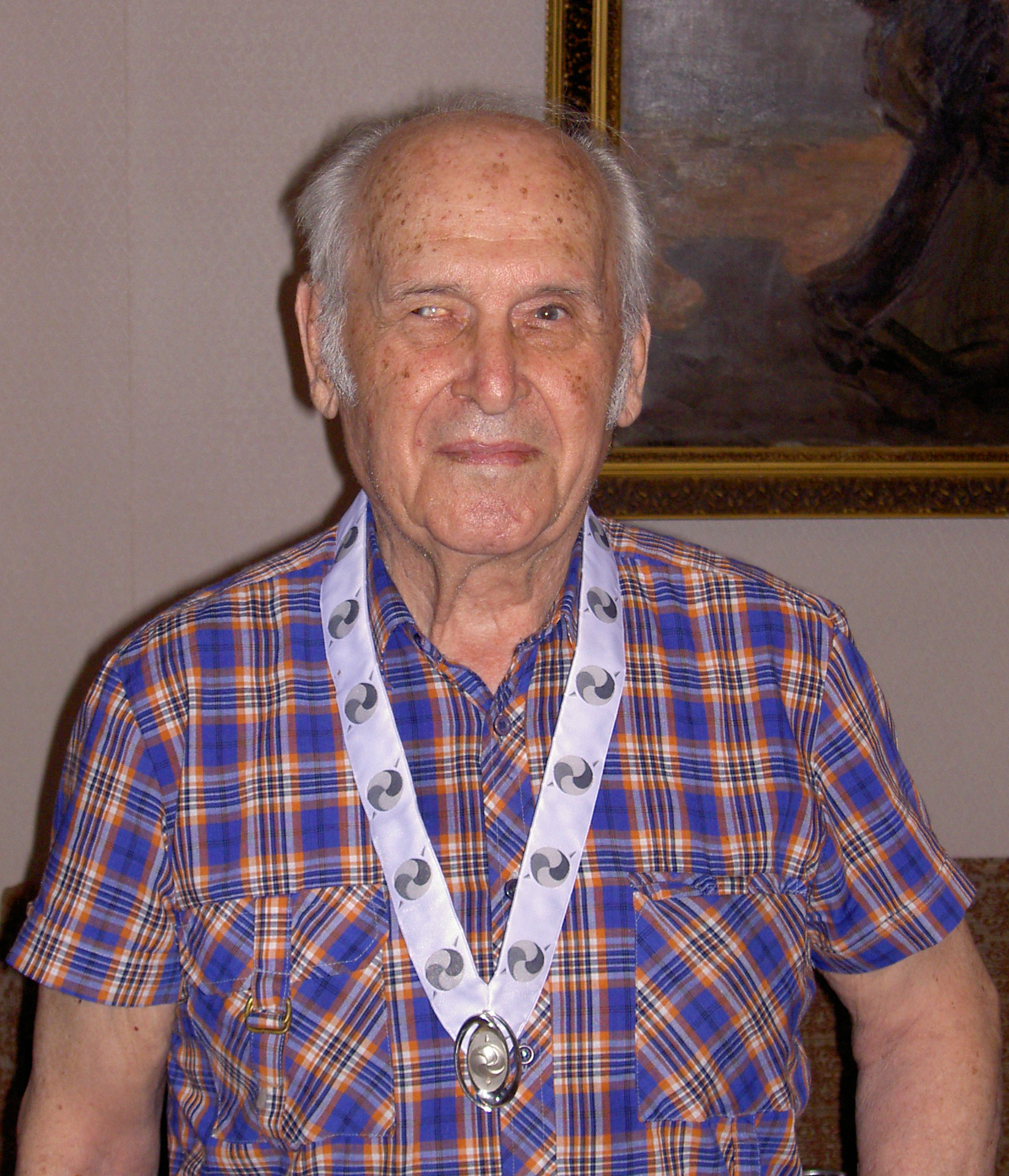
Солодовніков Василь Григорович
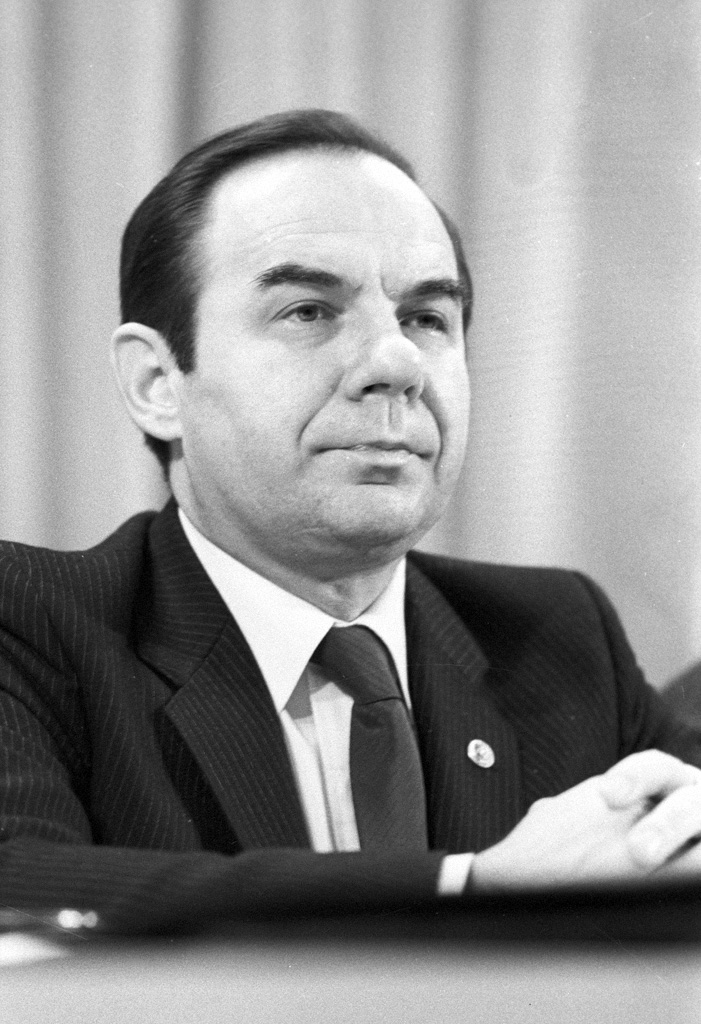
Громико Анатолій Андрійович
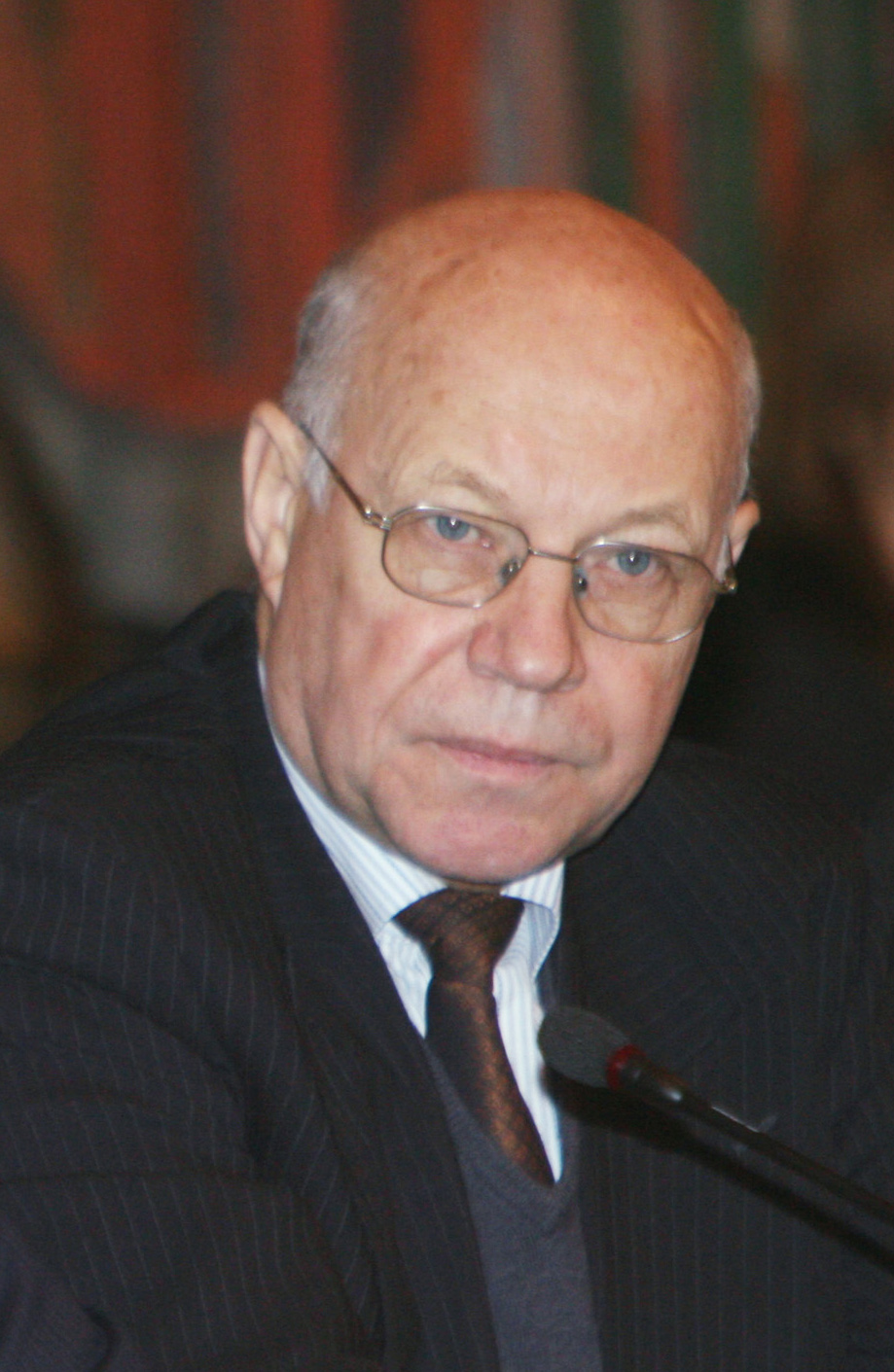
Васильєв Олексій Михайлович

Відомі російські африканісти: Арсеньєв В. Р., Балезін О. С., Болотов В. В., Бондаренко Д. М., Бутовська М. Л., Вавилов В. М., Власова О. О., Видрин В. Ф., Ганкін Е. Б., Гевелінг Л. В., Гиренко М. М., Голєнищев В. С., Горнунг М. Б., Громов М. Д., Громова Н. В., Давідсон А. Б., Добронравін М. О., Желтов О. Ю., Жуков А. О., Картузов С. П., Кобищанов Ю. М., Коковцев М. Г., Котляр О. С., Куббель Л. Є., Летньов А. Б., Львова Е. С., Ляховська Н. Д., Мазов С. В., Нікіфорова І. Д., Орлова А. С., Поздняков К. І., Прожогіна С. В., Райт М. В., Ряузова О. О., Следзевський І. В., Сова Л. З., Субботін В. О., Тураєв Б. О., Тютрюмова Т. Л., Хазанов А. М., Чернецов С. Б., Шубін В. Г., Юшманов М. В.

## В Україні
Відомості про культуру, звичаї, мови Африки українці отримували під час паломництва до Гробу Господнього в Єрусалимі від єгипетських християн-коптів та аббісинців. В анонімній праці «Путник о граді Ієрусалимі» (1597—1607) згадується про африканських християн коптів. 1705 року монахи Макарій та Селіверст з Новгород-Сіверського відвідали Александрію та Рахит. Приблизно у той же час, під 1707—1709 роками про Ефіопію повідомляв чернігівський ієромонах Іпатій Вишенський. Докладні відомості про Єгипет першої половини XVIII століття у своєму «Пешеходце» (1778) залишив відомий український мандрівник Василь Григорович-Барський. 1760 року український чернець (пізніше архімандрит) і Леонтій (Лука Зеленський-Яценко) відвідав монастир святої Катерини на Синайському півострові.
Першим «українським ефіопістом» був Симон Тодорський, випускник Києво-Могилянської академії, майбутній архієпископ Псковський та наставник Катерини II, що вивчав у Галле-Віттенберзькому університеті (Німеччина) під керівництвом знаного тогочасного семітолога Міхаеліса давньоєврейську, сирійську, арабську та давньоефіопську («халдейську») мови, зібрав велику бібліотеку реліквій східними мовами. 1815 року закарпатський просвітитель Михайло Лучкай склав у Відні невеличкий словник амхарської та мови ґеез, двох основних мов Ефіопії. Впродовж 1829—1836 років у Харківському університеті німецький вчений Борис Дорн викладав курс мови ґеез. Від 1861 року в Києві працював і друкувався перший російський ефіопіст єпископ Порфирій Успенський. Він зібрав велику колекцію ефіопських книг, а його діяльність викликала жвавий інтерес до Африки, що вилилось у різноманітні друковані праці Київської духовної академії та університету.
Перші природознавчі дослідження африканського континенту серед українців здіснив мандрівник, дипломат, гірничий інженер та письменник, випускник Харківського університету Єгор Ковалевський. Він 1847 року за дорученням російського уряду був призначений керівником золотопошукової місії в єгипетському Судані. Результатом його досліджень стала перша наукова праця про геологічну будову долини Нілу. Спостереження за звичаями, віруваннями, умов життя місцевих жителів (нубійців, абабде, ефіопів) та балканських слов'ян на службі у фортеці Дуль, опис Хартуму, руїну Сеннару тощо він виклав у своїй праці «Путешествие во внутреннюю Африку» (1848). Свої наукові дослідження почав з Африки Микола Миклухо-Маклай, який 1866 року зробив подорож до Канарських островів, а на зворотньому шляху відвідав Марокко. 1869 року він дослідив аравійське і африканське узбережжя Червоного моря. Український географ, етнограф і мандрівник Олександр Булатович впродовж подорожей 1897—1899 років у складі російського Червоного хреста першим з європейців дістався віддалених районів Ефіопського нагір'я, південного узбережжя озера Рудольф, перетнув гори Каффа, зібравши велику картографічну, геологічну та фотографічну колекції. Свої враження він виклав у творах «От Энтото до реки Баро», «Из Абиссини через страну Каффа на озеро Рудольфа», «С войсками Менелика II». Свої враження про відвідини континенту на початку XX століття виклали в книжках Владислав Городецький та Софія Яблонська-Уден («Чар Марока»).

Титул праці Василя Григоровича-Барського
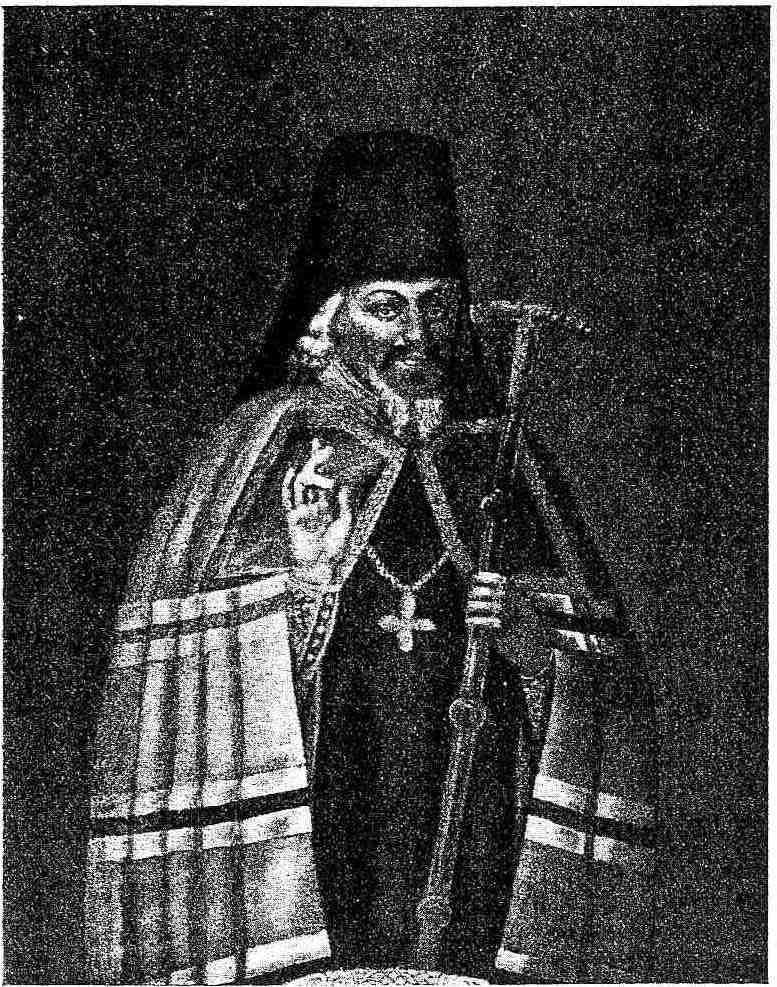
Симон Тодорський
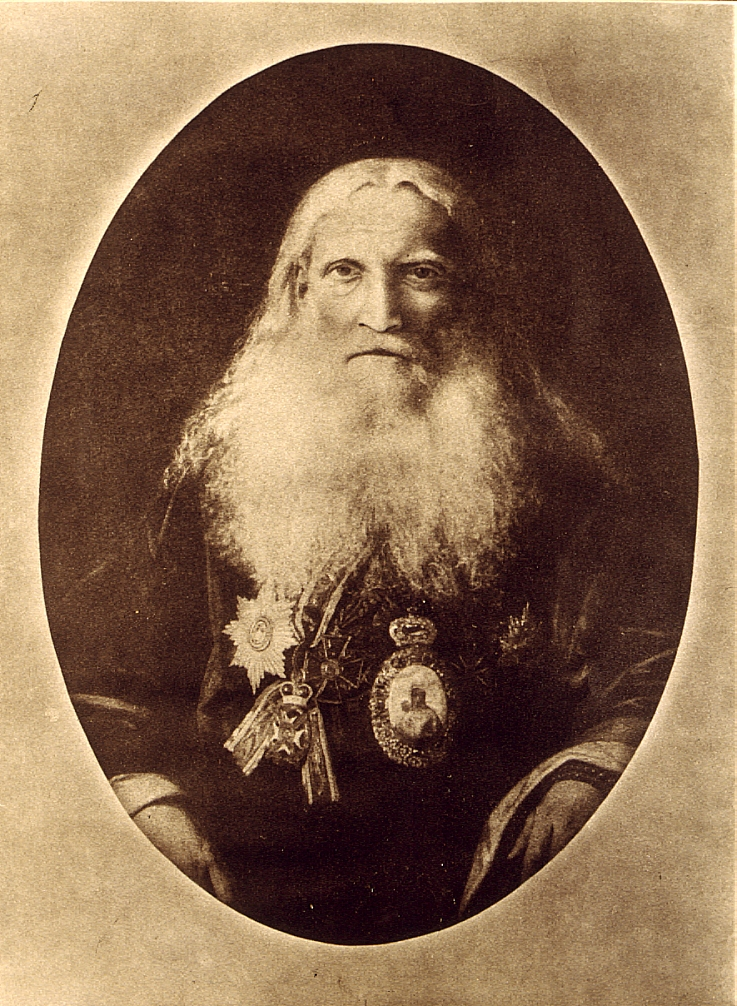
Порфирій Успенський
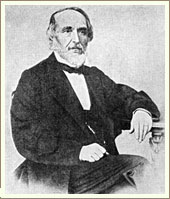
Борис Дорн
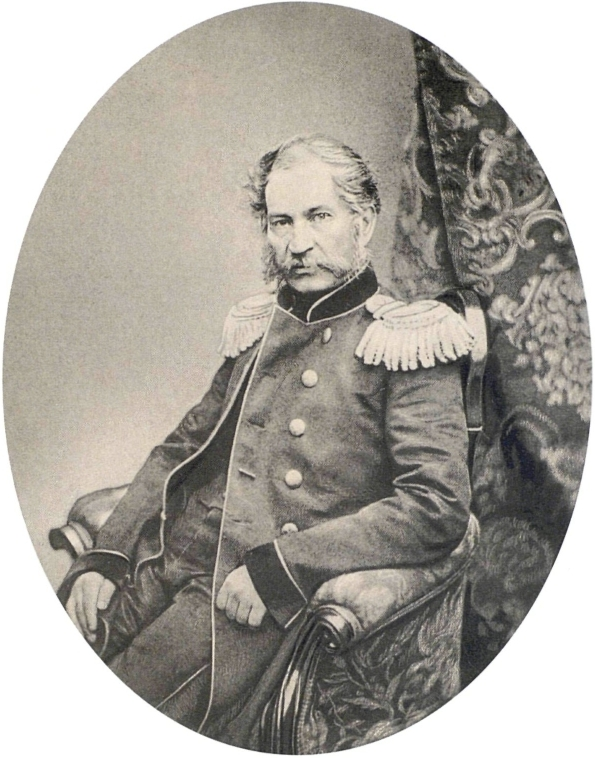
Єгор Ковалевський
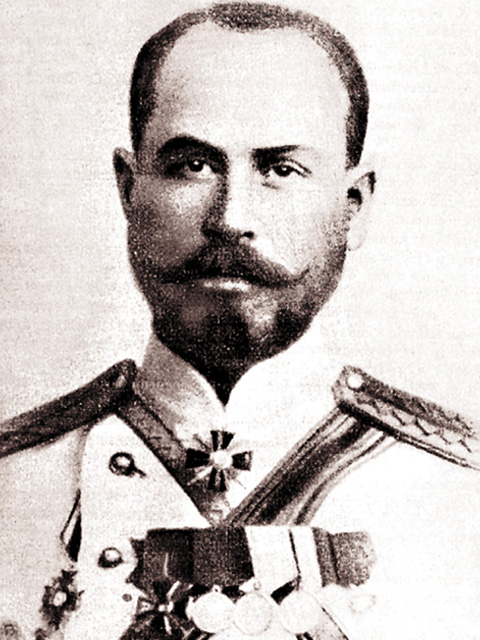
Олександр Булатович
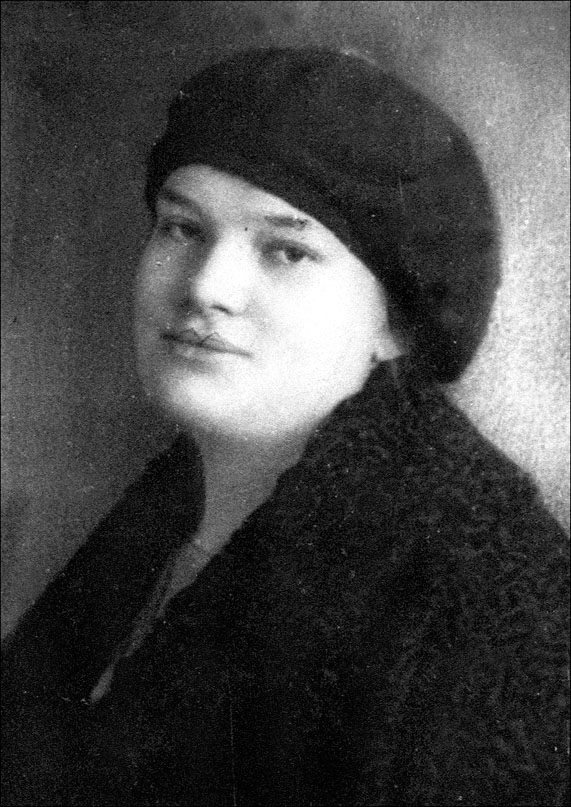
Катерина Грушевська

Серед праць Українського соціологічного інституту (1919—1923), організованого Михайлом Грушевським в еміграції, була праця етнографа Катерини Грушевської «Примітивні оповідання, казки і байки Африки та Америки». З поверненням Грушевського з еміграції в Україні була відкрита науково-дослідна кафедра історії України з кабінетом примітивних культур, який під керівництвом Катерини Грушевської вже 1928 року виріс до окремого відділу примітивної культури і народної творчості. В Українській РСР з 1920-х років дослідження з африканської тематики здійснювали науковці Всеукраїнської наукової асоціації сходознавства (1926—1930), свої наукові праці вони публікували у часописах «Первісне громадянство», «Східний світ» (1927—1931). Впродовж 1920-1930-х років в УРСР було перекладено декілька праць Девіда Лівінгстона та видано невеликі книжки про окремі африканські країни. Після ліквідація низки наукових установ впродовж 1930-х років надалі африканістикою в Україні, окрім історичних факультетів провідних вишів, майже не займалися.
Після війни провідним українським спеціалістом з географії материків Сергієм Бєлозоровим було складено фізико-географічний нарис про континент, що витримав кілька перевидань. У радянські часи проблемами африканістики в УРСР займались в Інституті історії АН УРСР і продовжують займатись в Інституті сходознавства НАНУ, у Відділі історії країн Азії та Африки Інституту всесвітньої історії НАНУ та на кафедрі міжнародного регіонознавства Київського національного університету імені Тараса Шевченка. Проблеми африканістики висвітлюються на сторінках наукових журналів «Проблеми всесвітньої історії» та «Східний світ», в збірнику наукових статей «Сходознавство».
Після бурхливого розвитку африканських досліджень радянської доби, з 1990-х років відбувається різке згортання заідеологізованих кон'юнктурних студій, а брак запиту з боку державного та приватного секторів не поставив нових практичних завдань заради збереження наукового середовища. Подібна ситуація склалась майже в усіх східноєвропейських державах, окрім Росії, і протрималась до початку 2010-х років, коли інтерес до зростаючих африканських економік з боку провідних економік світу (G20) постав і новим викликом, і новою можливістю для європейських держав колишнього соцтабору.
Серед українських африканістів-дослідників відомі постаті: Дмитро Філіпенко, Роман Міхньов, Віктор Гура (постоколоніальна епоха, Марокко), Микола Несук (Зімбабве), історики і дипломати Андрій Озадовський, Володимир Плачинда, Василь Чумак та інші. Дослідженням колоніального періоду історії Африки займалися українські дослідники С. М. Луценко (німецький колоніалізм), В. В. Долід (британський), О. М. Тавшунський (бельгійський). На початку XXI століття їхні студії продовжують С. С. Троян (британський колоніалізм), Л. І. Валюх (французький), Н. В. Плюта (німецький). За доби незалежності африканською проблематикою займались К. О. Юрченко (українсько-африканські відносини, питання інтеграції та демократизації африканського суспільства), В. В. Буренков (Субсахарська Африка), О. В. Бікла (західносахарський конфлікт, українсько-магрибські зв'язки), Ю. А. Косенко (Ботсвана), С. В. Гладченко (Туніс).

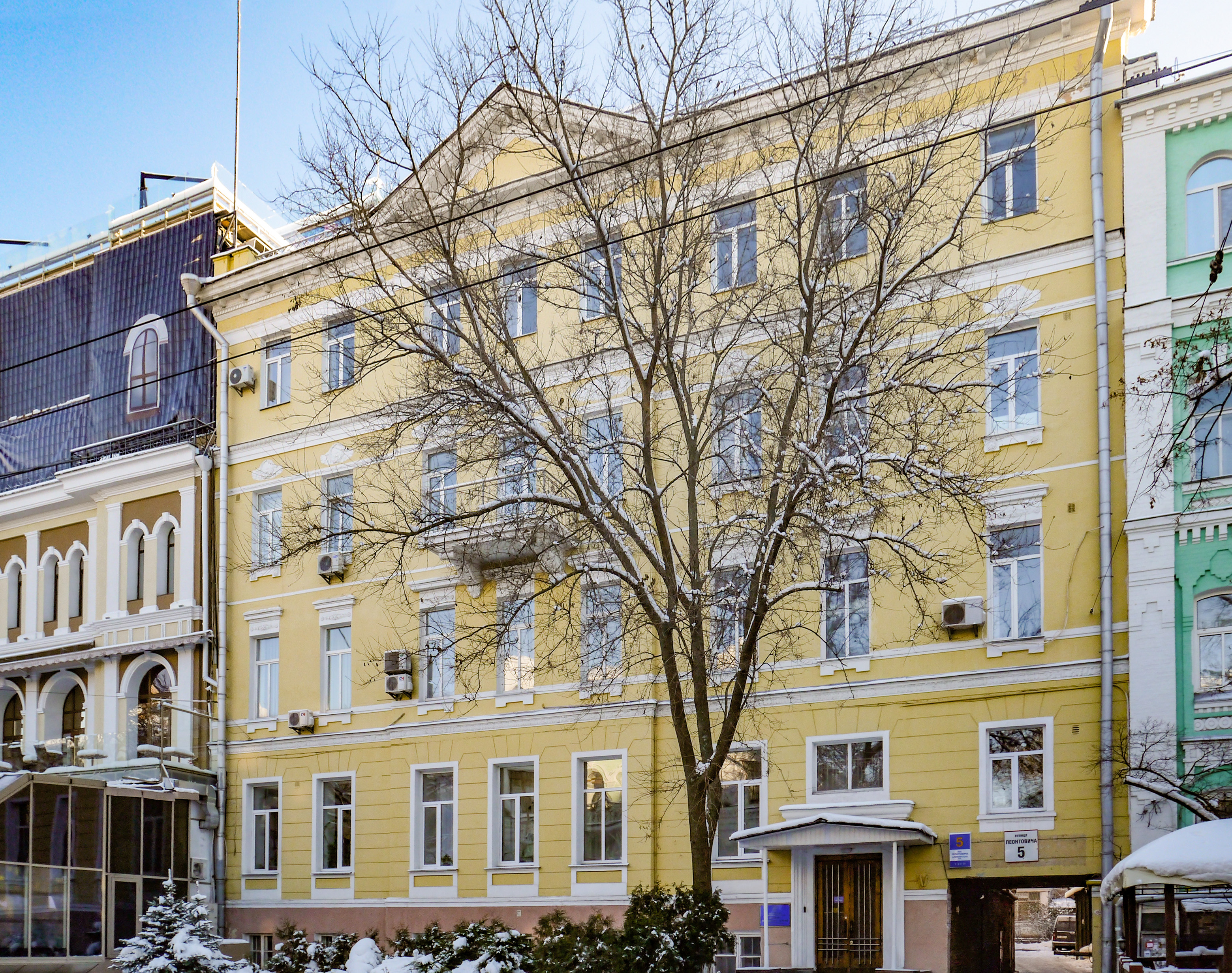
Будівля Інститут всесвітньої історії НАН України
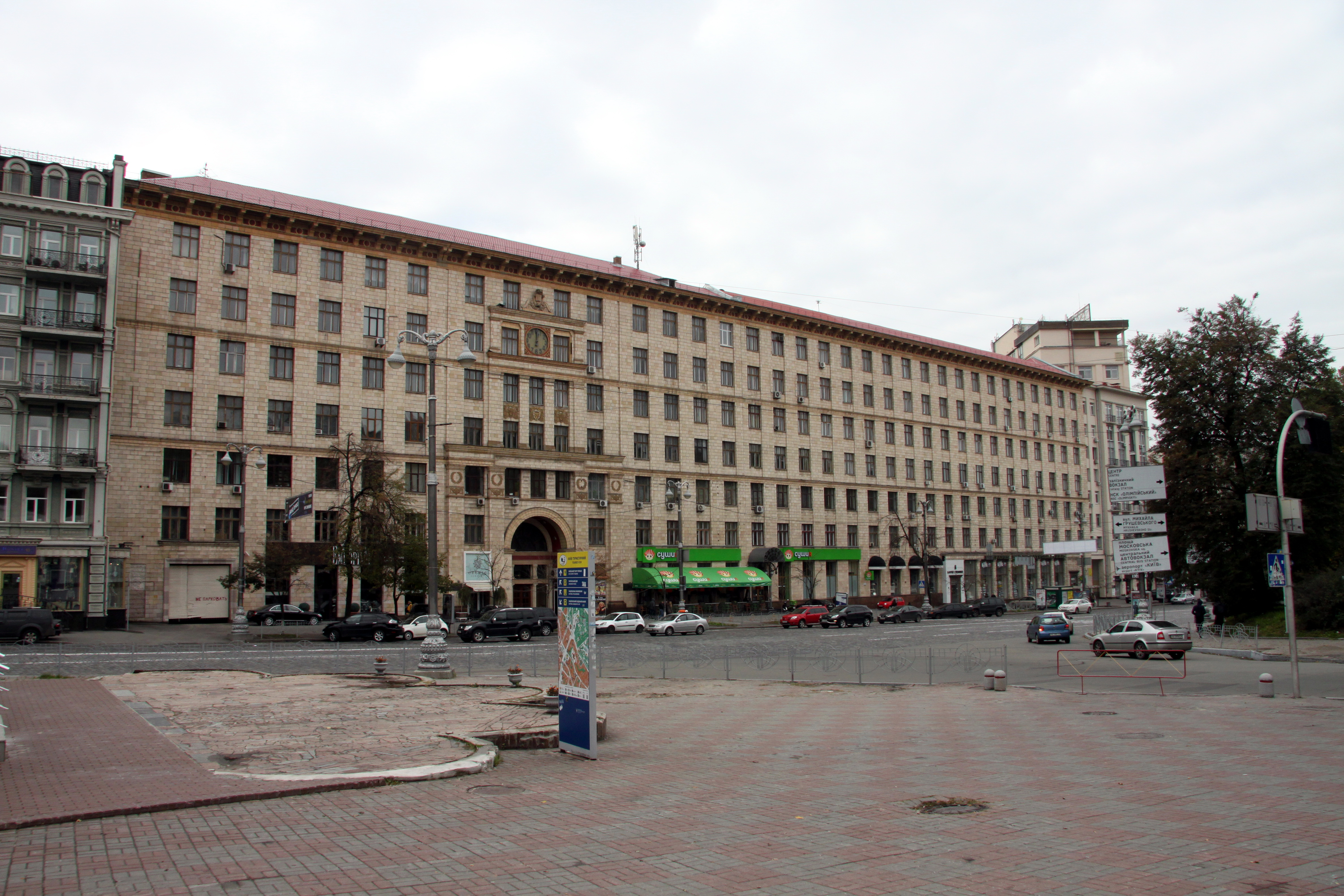
Будівля Інституту сходознавства НАН України

За десятиліття незалежності було захищено досить небагато дисертацій з питань африканської історії та політики, у десятки разів менше, ніж з історії європейських країн. Серед них К. О. Юрченко «Інтеграційні процеси…», В. В. Буренков «Еволюція політсистем Субсахарської Африки…», С. В. Гладченко «Гендерний аспект… (Туніс)», О. С. Ліщинська «Діяльність ООН у сфері захисту прав жінок…», О. В. Бікла «Трансформація західносахарського питання…», В. В. Долід «Трансваальська криза…», С. М. Луценко «Німецькі колоніальні співтовариства…», О. М. Тавшунський «Бельгія та колоніальний поділ…».
2015 року було засновано неформальну дослідницьку платформу Центр досліджень Африки, що об'єднує українських істориків, соціологів, економістів і політологів, які займаються африканською тематикою.

## У Франції
Єгипетська кампанія 1798—1801 років французького імператора Наполеона дала поштовх для розвитку французької африканістики. Це вилилось у дешифрування 1822 року Жаном Франсуа Шампольоном єгипетського письма з багатомовного напису на Розетському камені, що дало початок науковому дослідженну єгипетської писемної історії. Фредерік Кайо, Леторзек і Руссеґер дослідили басейн Голубого Нілу, відкрили піраміди Мерое; Луї де Бельфон Старший (1827), д'Арно Сабатьє і Верне (1839—1841) — басейн Білого. Окрім тематичних колекцій та виставок у провідних музеях країни, створено окремі африканські музеї: острова Екс та в Ліоні.
1931 року товариством африканістів було засновано головний часопис французької африканістики «Журнал товариства африканістів» (фр. Journal de la Société des africanistes), перейменований 1976 року на «Журнал африканістів» (Journal des africanistes). 1960 року засновано «Африканські зошити» (Cahiers d'Etudes Africaines), 1962 року — «Сучасна Африка» (Afrique Contemporaine).

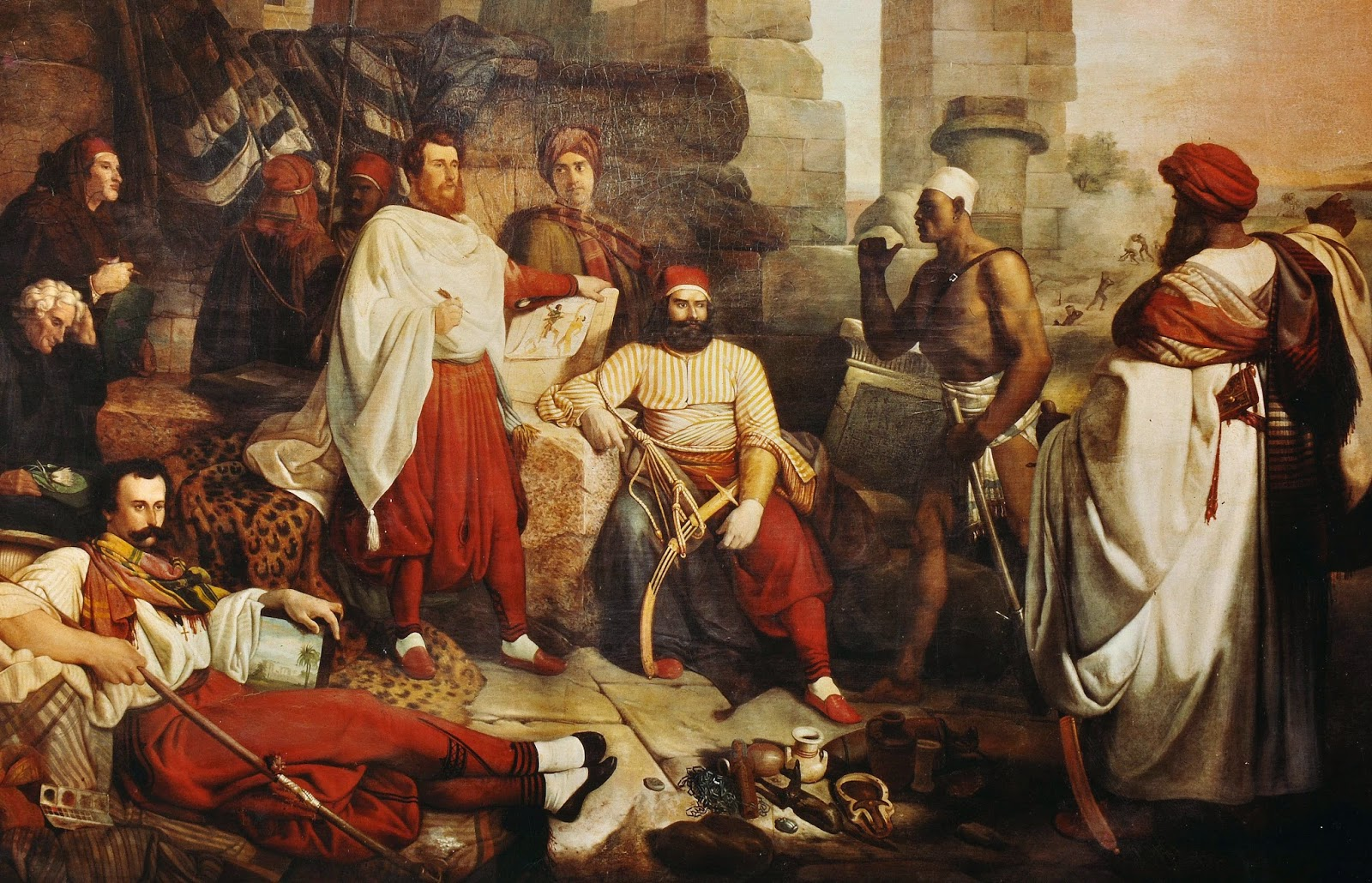
Шампольон у складі франко-тосканської експедиції до Єгипту
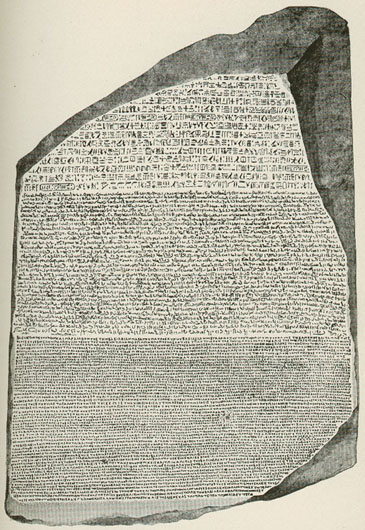
Розетський камінь
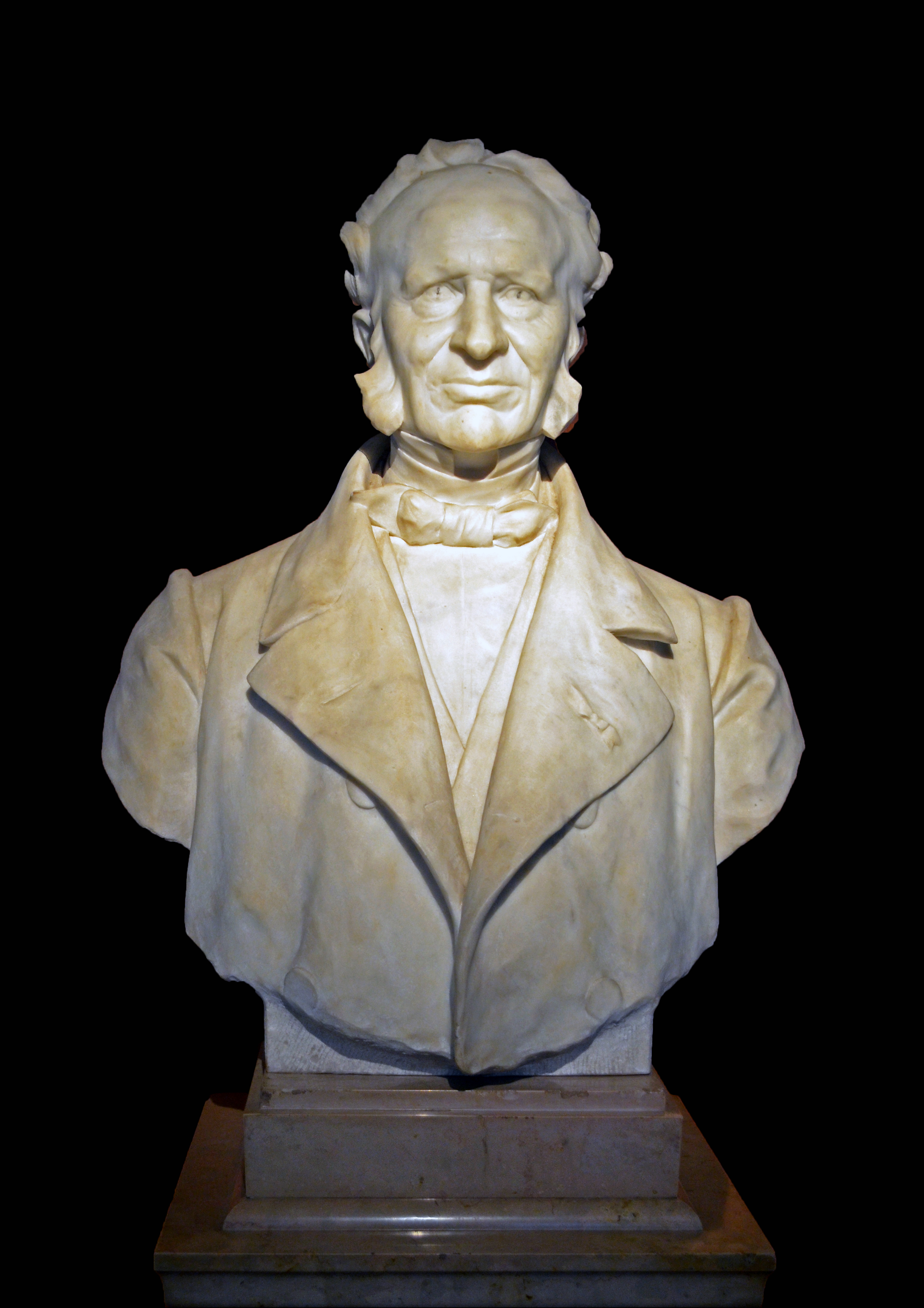
Бюст Фредеріка Кайо
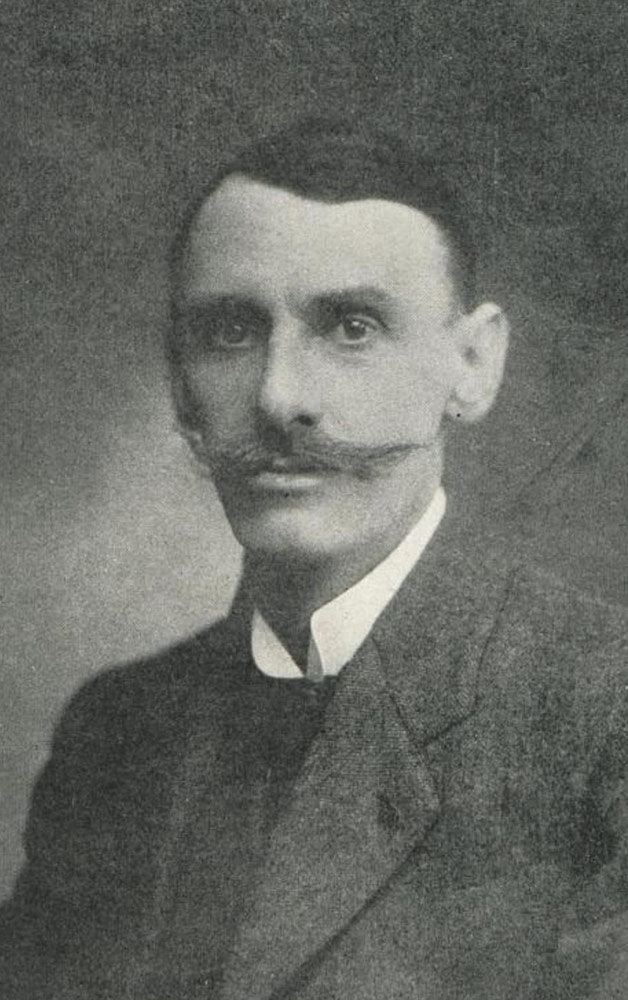
Моріс Делафос
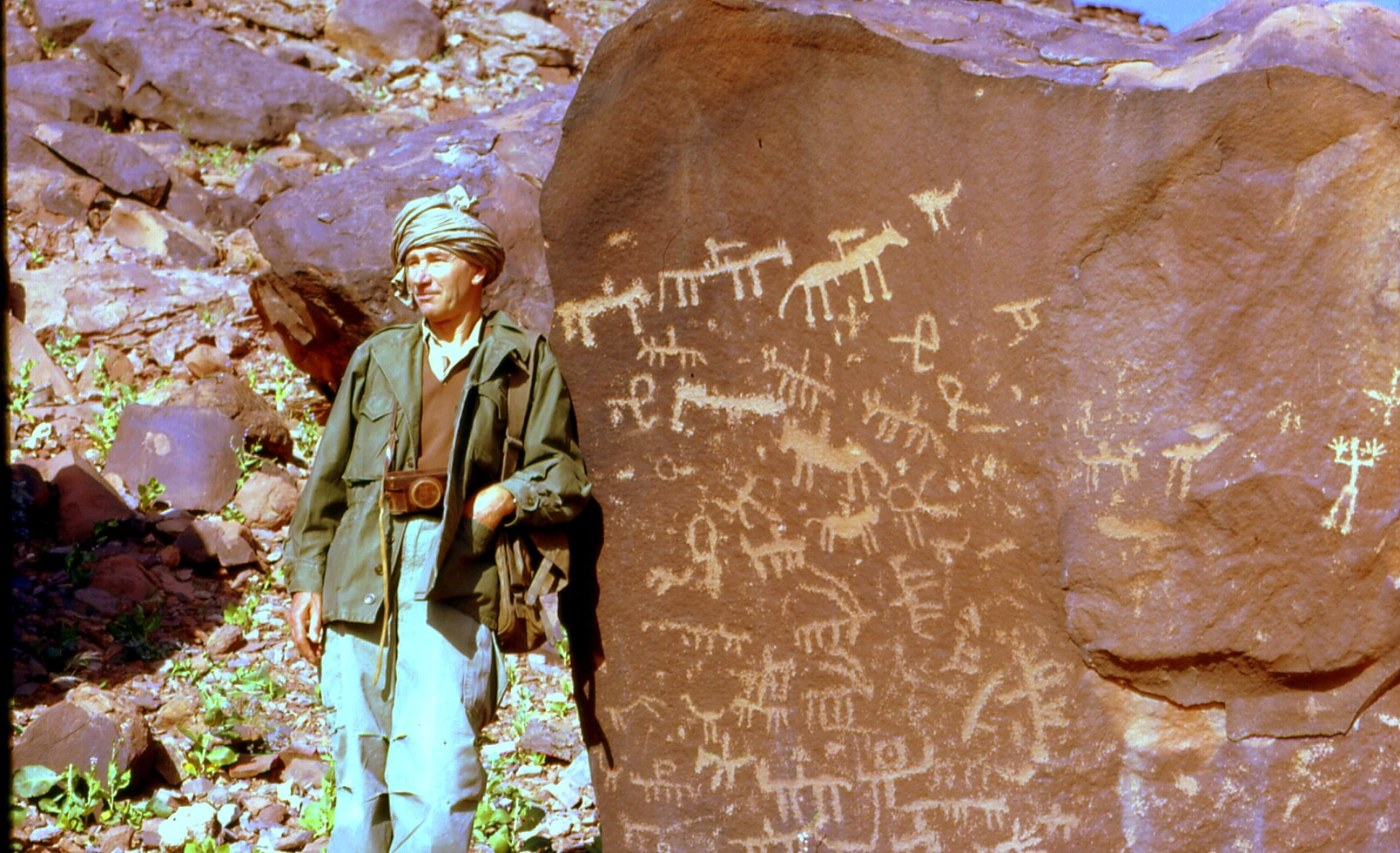
Анрі Лот
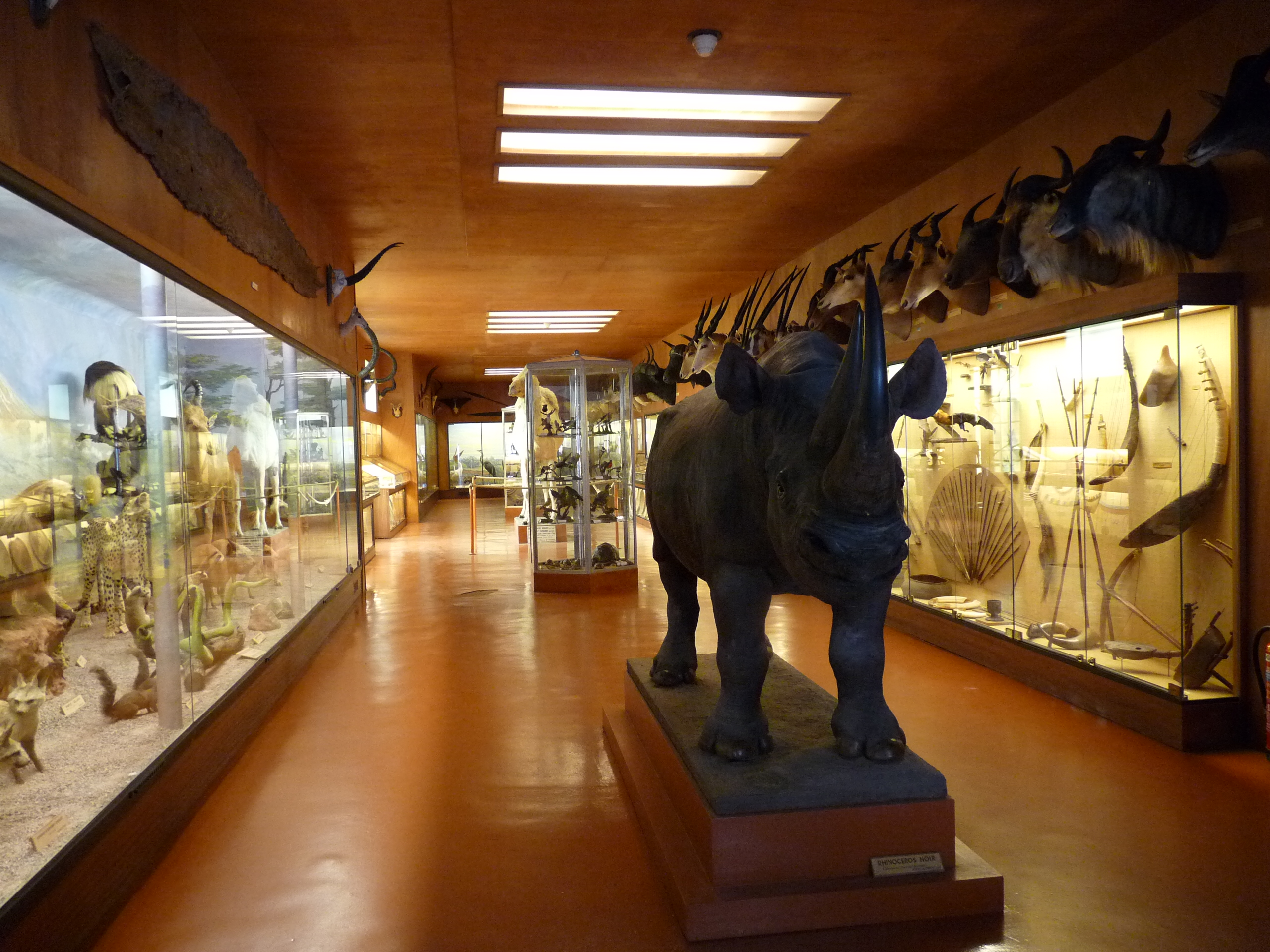
Африканський музей Іль-д'Екс

Загалом у післявоєнний час в країні діяло більше 70 центрів африканістики. Головними центрами африканських досліджень у Франції є:
- Центр мов та культур Африки (LLACAN) Національний центр наукових досліджень (CNRS) (Вільжуїф, 1994).
- Товариство африканських мов (Париж).
- Інститут етнології (Париж).
- Інститут міжетнічних та міжкультурних досліджень при Університеті Ніцци.

Відомі французькі африканісти: Моріс Делафос, Г. Лабуре, Ерік Ґотьє, Ж. Доресс, Марсель Коен, М.-П. Лебеф, Анрі Лот (відкрив світові наскельний живопис Тассілі-н'Адджер), історик Жан Суре-Каналь, етнограф Марсель Гріоль, історик досліджень Ен Гюгон, Р. Моне, соціальні антропологи Ж. Баландьє, Р. Дюмон та Р. Мерсьє та інші.

## В інших країнах Європи
Окрім Великої Британії, Франції та Німеччині традиційно проблемами африканістики займаються й в низці інших країн. Головними центрами африканських досліджень (окрім перелічених розділами вище) у Європі виступають:
- Африкансько-європейська група міждисциплінарних досліджень (AEGIS), що фокусується передусім на соціальних і гуманітарних питаннях пов'язаних із Африкою. Організацію засновано 1991 року африканістами Байройта, Бордо, Лейдена, Лондона і Уппсали. Від 2005 року організація кожні два роки проводить спільну конференцію. Такі конференції вже пройшли в Лондоні (2005), Лейдені (2007), Лейпцигу (2009), Уппсалі (2011), Лісабоні (2013), Парижі (2015), Базелі (2017), Единбурзі (2019).
- Австрійський Інститут Африки при Віденському університеті (Відень, 2007)[23].
- Бельгійський Королівський музей Центральної Африки (Тервурен) і кафедра Гентського університету.
- Нідерландський центр африканістики при Лейденському університеті[24]. Існує магістерська програма з даної спеціальності[25].
- Польські кафедра африканістики Інституту сходознавства Варшавського університету та відділ африканських проблем Ягеллонського університету (Польща)[4].
- Португальські центри африканістики при університетах Лісабона та Порту[26].
- Чеські Інститут міжнародної політики та економіки й Інститут сходознавства Чеської академії наук, кафедра проблем Азії та Африки Карлова університету[3].
- Шведський Інститут Північної Африки (Уппсала, 1962) та центр африканських досліджень при університетському коледжі Даларни.
- Швейцарський центр африканських досліджень при Базельському університеті (Базель). Існує магістерська програма з даної спеціальності[27].

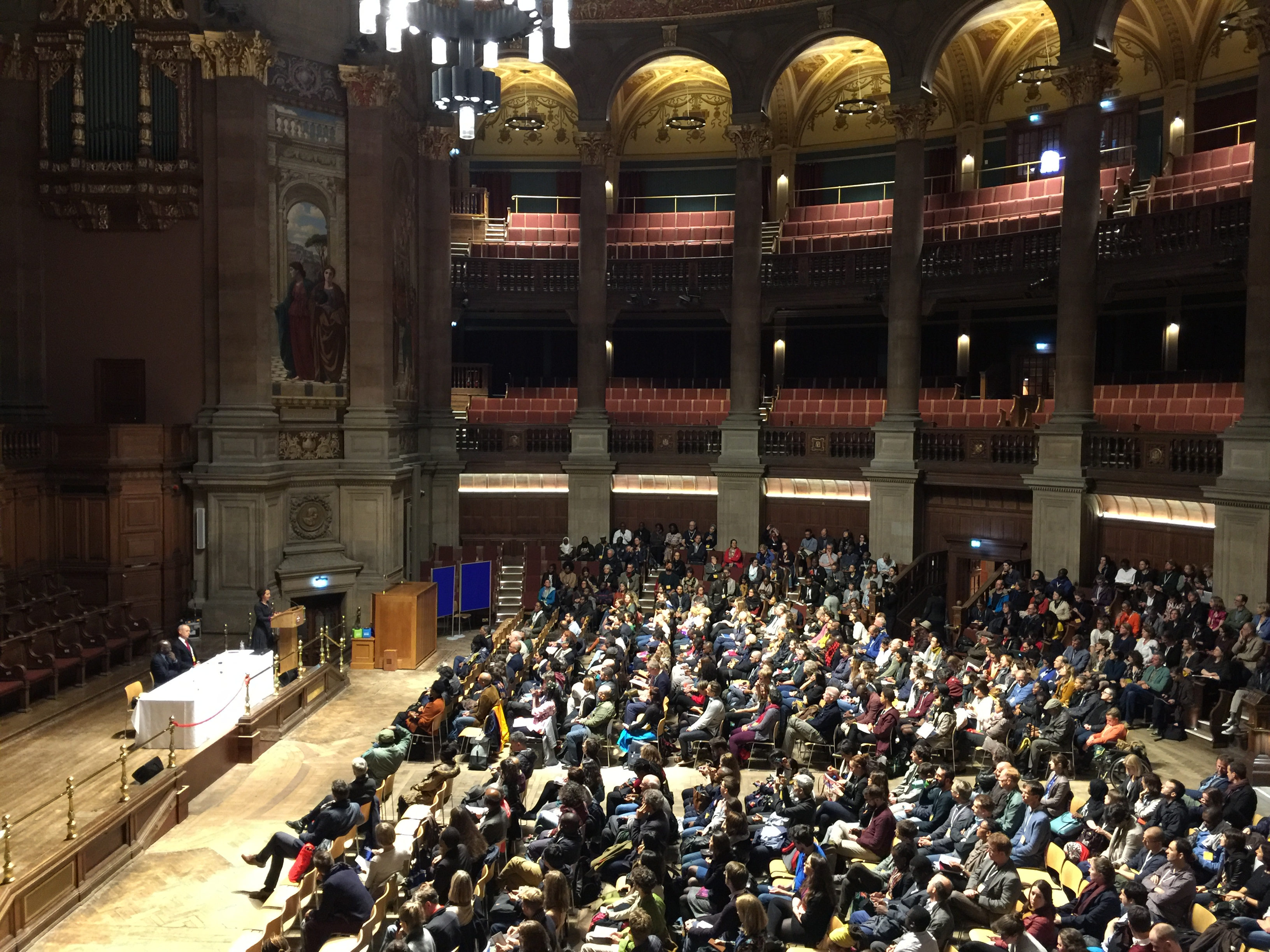
Конференція європейських африканістів, Единбург, 2019 рік
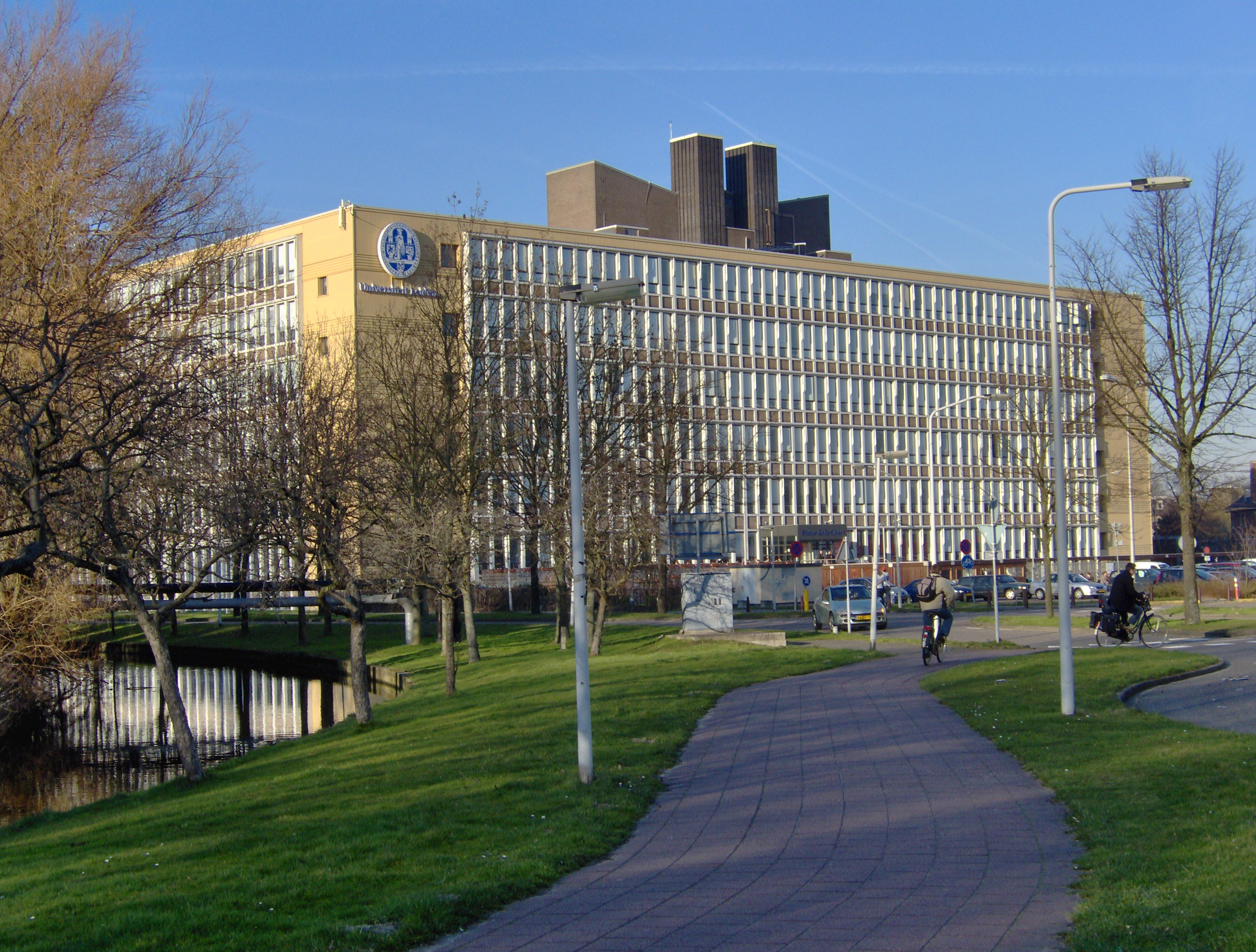
Центр африканістики на факультеті соціальних наук Лейденського університету
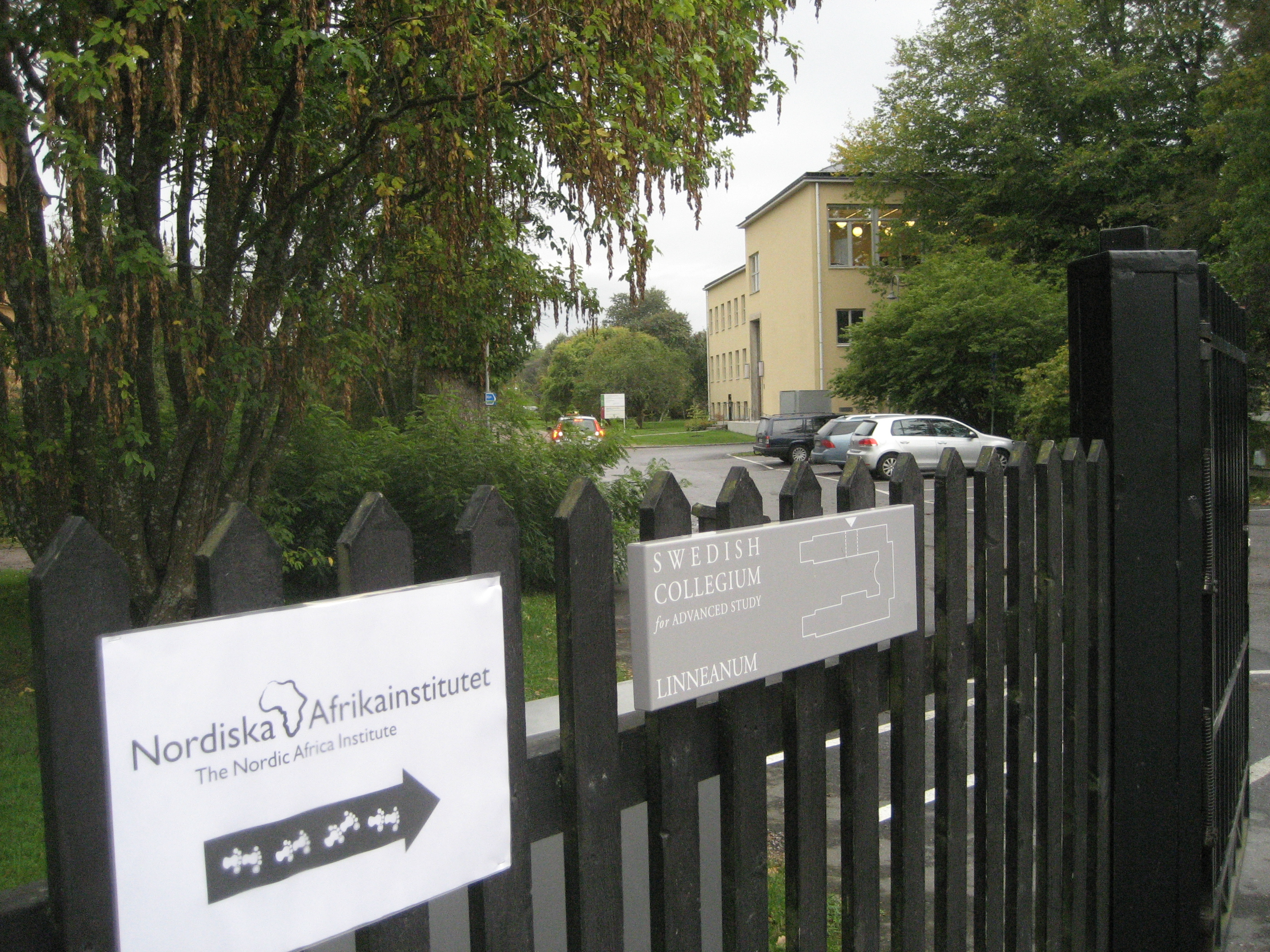
Шведський Інститут Північної Африки

Відомі європейські африканісти: швейцарець Анрі Жюно, іспанець Мануель Ірадьєр, італієць Р. Корсо, поляки Анджей Зайчковський і Єжи Лот та інші.

## Лінгвістика
Африканське мовознавство (лінгвістична африканістика) у сучасному розумінні розглядається і як розділ лінгвістики, що досліджує регіональні мови континенту, і як розділ комплексної дисципліни — африканістики. Сучасне африканське мовознавство в широкому сенсі включає такі традиційні дисципліни, як єгиптологія, ефіопістика, семітологія (вивчення семітських мов, що поширені в Африці). У вузькому сенсі — лише вивчення мов народів Субсахарської Африки.
Перші лінгвістичні студії на африканському континенті були започатковані європейцями-місіонерами (серед яких Йоган Людвіг Крапф, А. К. Меден) наприкінці XVIII століття. Їхні матеріали були опрацьовані такими мовознавцями теоретиками, як Август Фрідріх Потт, Гейман Штейнталь, Расмус Раск та іншими.
З першої половини XIX століття розпочинається вивчення кушитських мов (оромо, афар, сомалі, бедаує), що дозволило в другій половині того ж століття лінгвістам Карлу Лоттнеру і Карлу Лепсіусу виокремити їх в окрему мовну сім'ю. У XX столітті досліджувались різні кушитські мови, створювались їхні граматики, складались словники — Лео Райніш, Карло Конті Россіні, Енріко Черуллі, Маріано Морено, Август Клінгенхебен, Богуміл Віталіс Анджеєвський.
Наприкінці XIX століття, завдяки працям Андре і Рене Бассе, оформлюється напрямок берберистики (берберології), що досліджує мертві й живі берберсько-лівійські мови (нумідійські, берберські, гуанчську). Великий внесок у дослідження цих мов у XX столітті зробили Шарль Ежен де Фуко, Г. Колен, Ф. Нікола, Карл-Готфрид Прассе, Юрій Завадовский, Олександр Мілітарьов. Над дослідженням чадської групи мов (хауса та ін.) працювали Карл Лепсіус, Фрідріх Вільгельм Карл Мюллер, Карл Гофман, І. Лукас, Марсель Коен, Джозеф Грінберг, Герман Юнграйтмайр, Марвін Ліонель Бендер.
Величезна макросім'я нігеро-конголезьких мов вивчалась достатньо нерівномірно. Найбільшої уваги було приділено мовам банту. Становлення бантуїстики пов'язане з працями лінгвіста середини XIX століття Вільгельмом Бліком, що докладно описав фонетику і граматику деяких мов банту, та Карла Майнгофа, що теоретично узагальнив наробки свого попередника. Значний внесок до бантуїстики зробили пізніше Карл Адольф Вернер, Арчибальд Такер, Дж. Торренд, Ернст Освальд Йоганнес, Рудольф Ружичка, Клемент Мартін Док, Малкольм Гатрі, М. Брайан, Томас Хіннебуш. Дослідженню групи мов гур приділили значну увагу Дідріх Вестерман, Джон Бендор-Семюел, А. Прост, Габріель Манессі; ква (йоруба, еве, ігбо) — Дідріх Вестерман, М. Брайан, Карл Абрагам Клевберг, Іда Каролін Ворд, Джон Стюарт; манде — Сигізмунд Келле і Гейман Штейнталь; західноатлантичні (фульфульде, волоф, серер, діола) — Д. Далбі, Дж. Д. Сепір, Ж. Донне. Найменш дослідженими довгий час залишались мови групи східних адамава.
Койсанські мови досліджуються з XIX століття (Вільгельм Блік), але лише у 1920-х роках з'явились перші описи готентотських і бушменських мов, складені Доротеєю Блік. Кліксарні приголосні цих мов досліджувались радянськими лінгвістами Миколою Трубецьким і Р. Стопою.
Ніло-сахарські мови залишались довгий час поза увагою лінгвістів та вивчались досить нерівномірно. У другій половині XX століття ряд праць цим мовам присвятили Грніберг і Бендер. Кордофанські мови, локалізовані в однойменному регіоні на заході сучасного Судану, вивчені недостатньо.

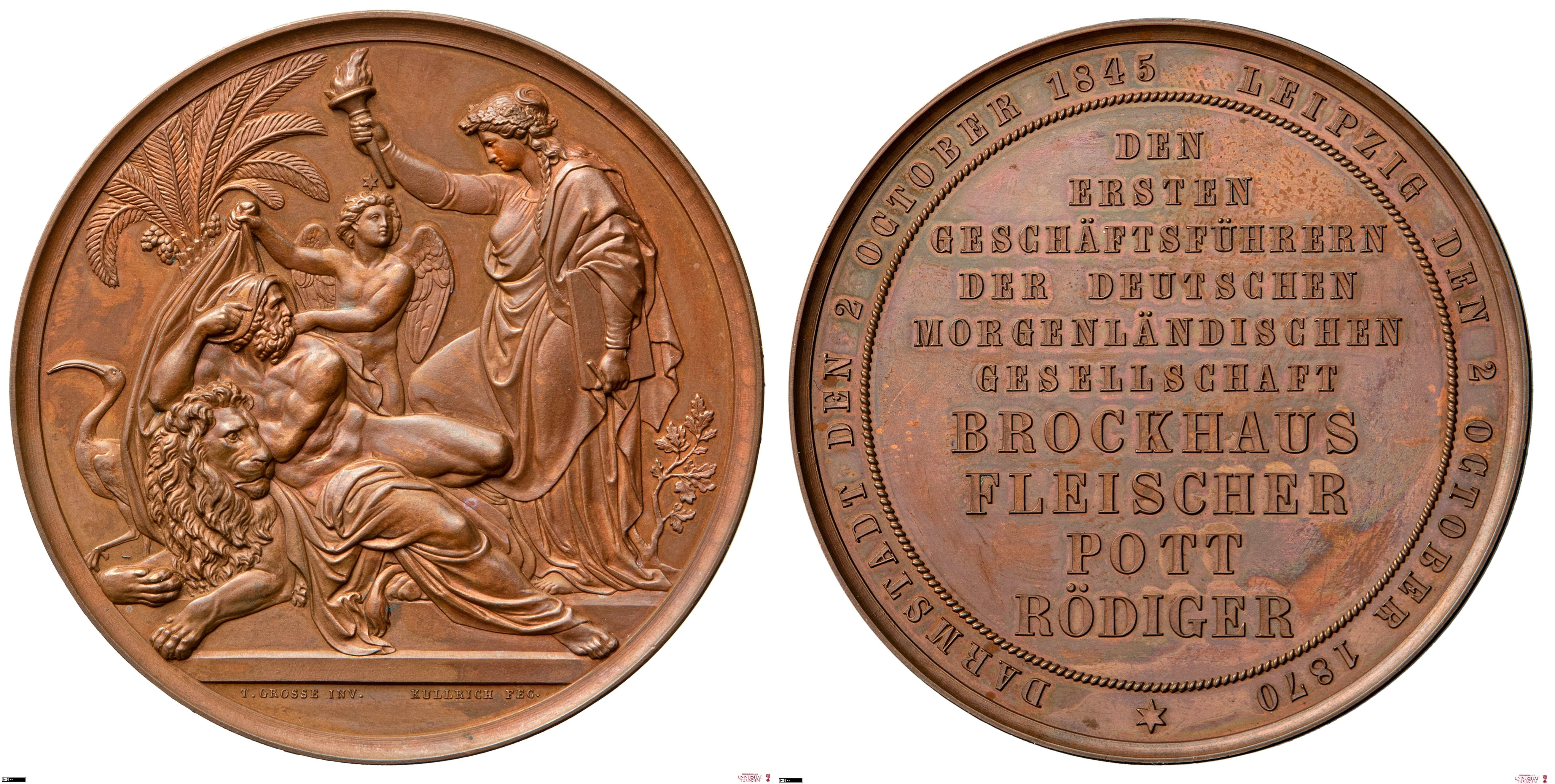
Медаль 1870 року на честь німецьких мовознавців (Брокгауза, Флейшера, Потта і Редігера)
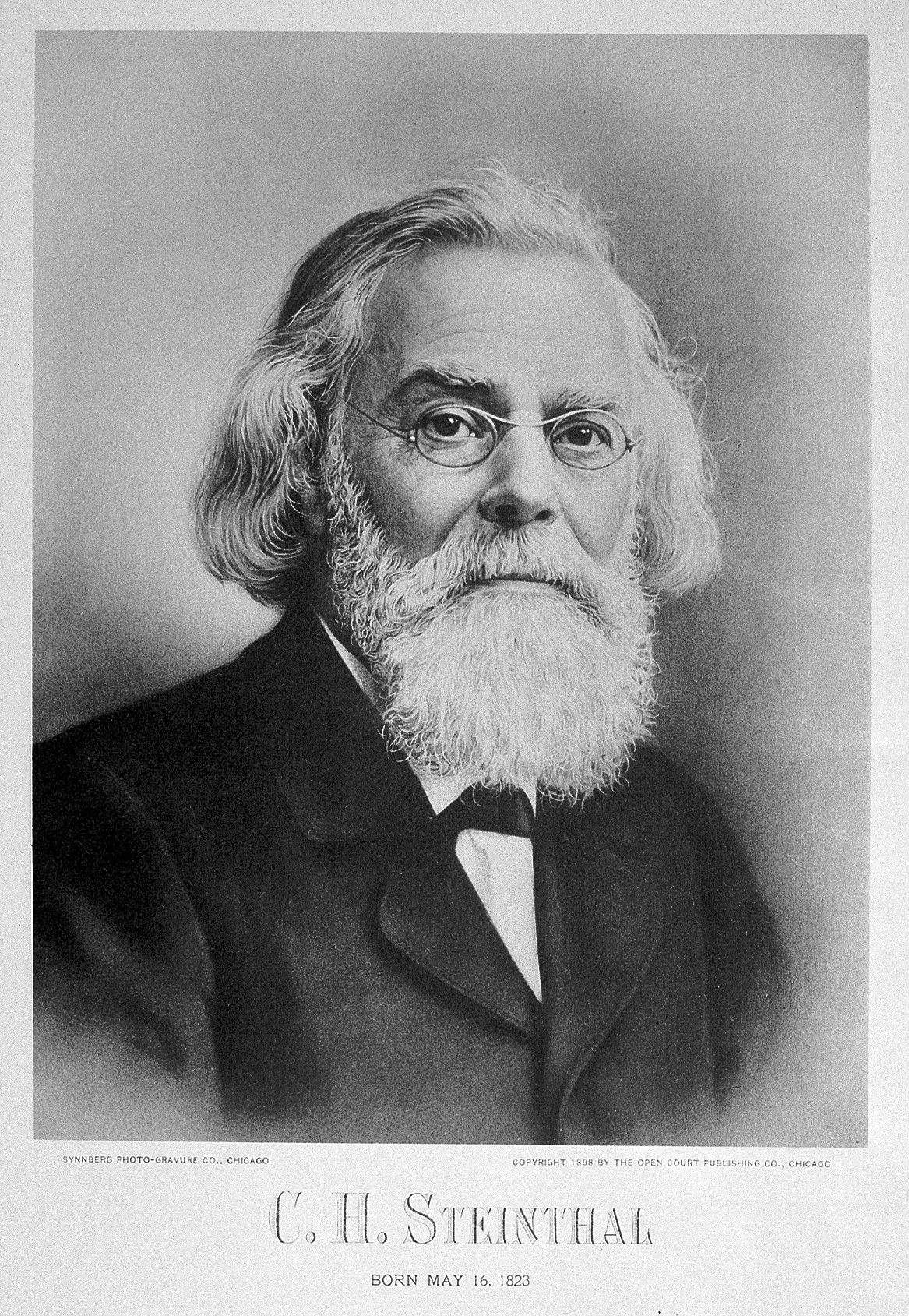
Гейман Штейнталь
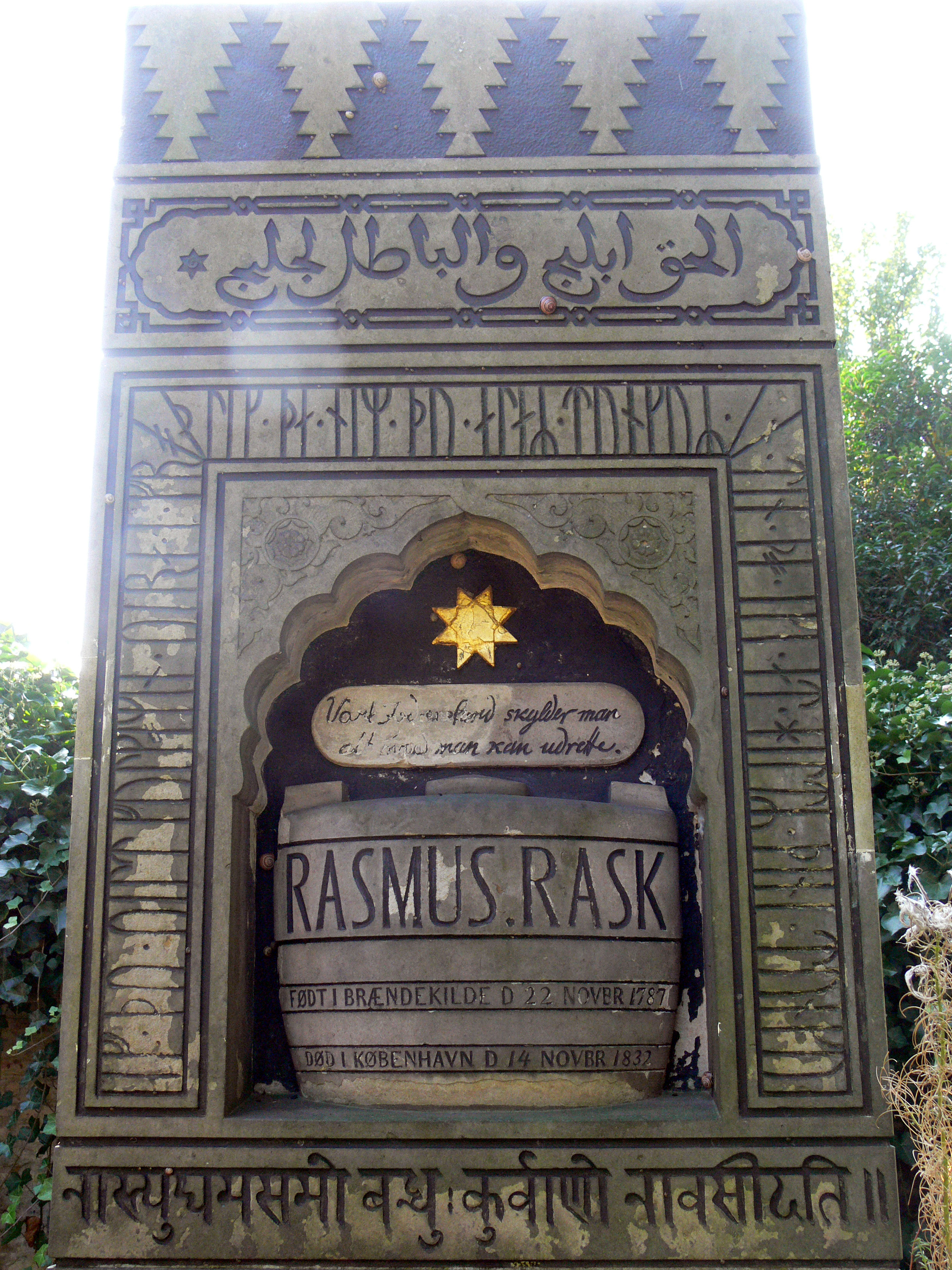
Надгробок Расмуса Раска в Копенгагені
«Суданські мови» Вестерманна, 1911 рік
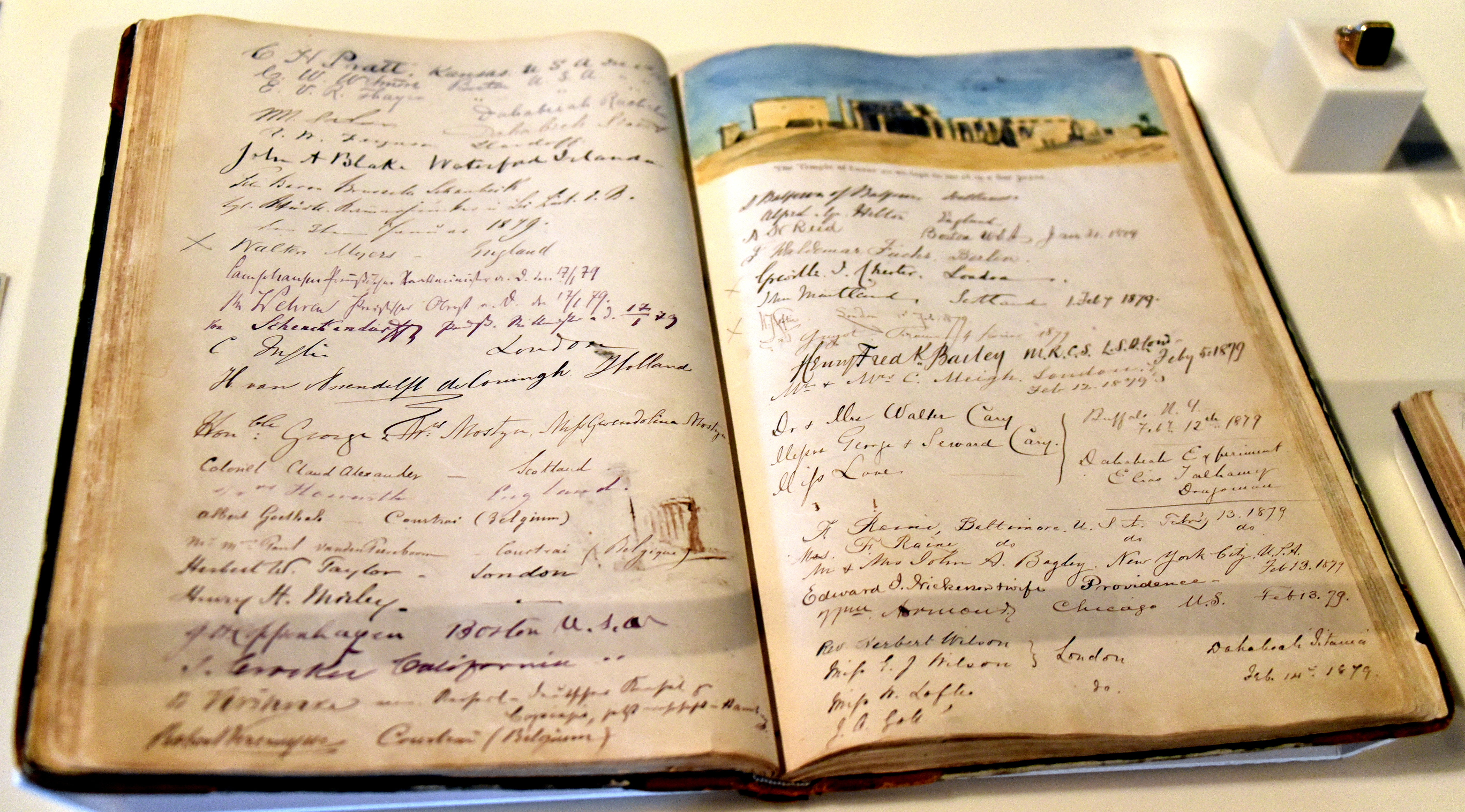
Експедиційний щоденник Карла Лепсіуса
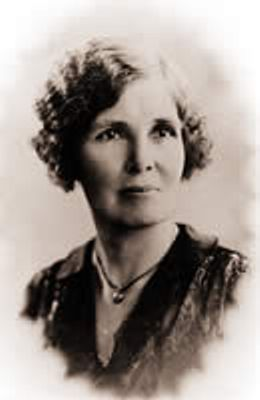
Доротея Блік

Від 1970-х років в африканістиці розвивається соціо-лінгвістичний напрямок. У СРСР під керівництвом І. М. Дьяконова велись роботи з реконструкції афразійської прамови, складався її порівняльно-історичний словник. Від 1980-х років проводиться стандартизація літературних мов і розробка національних термінологічних систем, розробляються алфавіти для безписемних мов.

### Наукова періодика
У світі видається широкий спектр наукових періодичних видань присвячених проблемам дослідження африканських мов. Провідними науковими журналами серед них є:
- Американські «Studies in African linguistics», видається з 1970 року в Лос-Анджелесі; «Northeast African studies» — з 1979 року в Іст-Лансінзі.
- Бельгійський «Africana linguistica», видається з 1962 року в Тервурені.
- Британські «African language studies», видається з 1960 року в Лондоні; «Journal of West African languages» — з 1964 в Лондоні, Парижі та Ібадані (Нігерія); «African languages» — з 1975 року в Лондоні (об'єднав «African language review» з Сьєрра-Леоне та британський «Journal of African languages»).
- Італійський «Rassegna di studi etiopici», видається з 1941 року в Римі.
- Кенійський «Journal of the language Association of Eastern Africa», видається з 1970 року в Найробі.
- Німецькі «Afrika und Übersee», видається з 1951 року в Гамбурзі (раніше «Zeitschrift für Eingeborenen-Sprachen», з 1910 по 1920 роки — «Zeitschrift für Kolonialsprachen»); «Africana Marburgensia» — з 1968 року в Марбурзі.
- Південноафриканські «African studies», видається з 1921 року в Йоганнесбурзі (впродовж 1921—1941 років виходив під назвою «Bantu studies»); «Limi» — з 1966 року в Преторії; «Communications of the Department of Bantu languages» — з 1969 в Пітерсбурзі; «Studies in Bantoetale» — з 1974 року в Преторії.
- Французькі «Bulletin de la SELAF», видається з 1967 року в Парижі; «Afrique et langage» — з 1971 року там само.